# Revest-du-Bion
Pour les articles homonymes, voir Revest et Bion.
Revest-du-Bion est une commune française, située dans le département des Alpes-de-Haute-Provence en région Provence-Alpes-Côte d'Azur.
Le nom de ses habitants est Revestois.

## Géographie
Situé sur le plateau d'Albion, le village est situé à 960 mètres d’altitude. Établi sur une légère butte et anciennement fortifié, il est montagnard par son altitude.

### Relief
Le plateau d'Albion a une altitude comprise entre 615 et 1 600 mètres. Le Revest, situé sur sa butte, en est le village le plus élevé.

### Géologie
La commune, comme toutes les autres du plateau d'Albion, est située sur un substrat de couches de calcaires à faciès urgonien. Ce calcaire se présente selon un modelé karstique avec lapiaz, avens et dolines. Il est associé à des couches sédimentaires du bédoulien et de calcarénites du Barrémien (Secondaire), recouvertes par des colluvions et alluvions siliceuses et des argiles de décalcification du Quaternaire.

Formations karstiques.
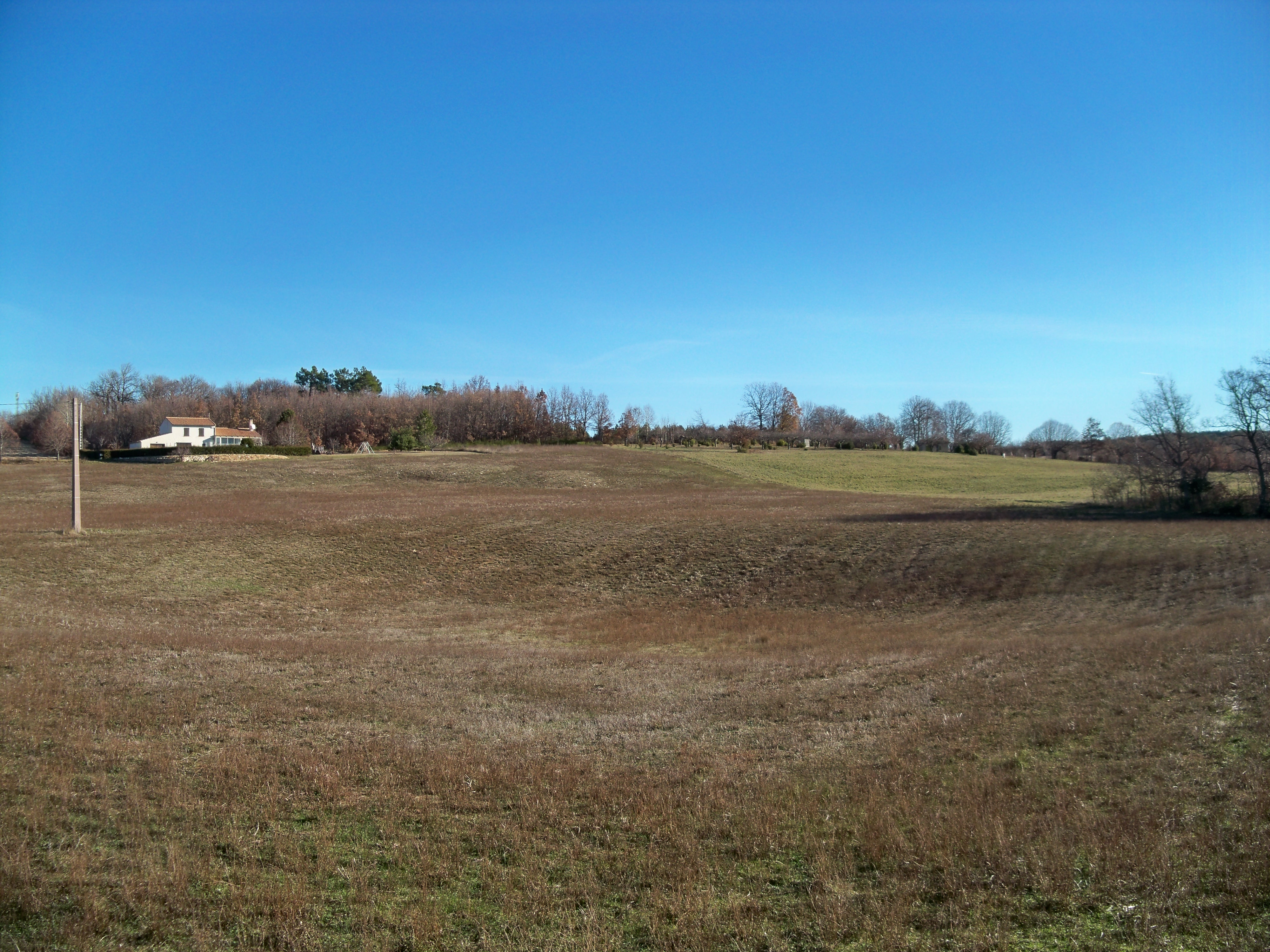
Doline sur la commune du Revest.
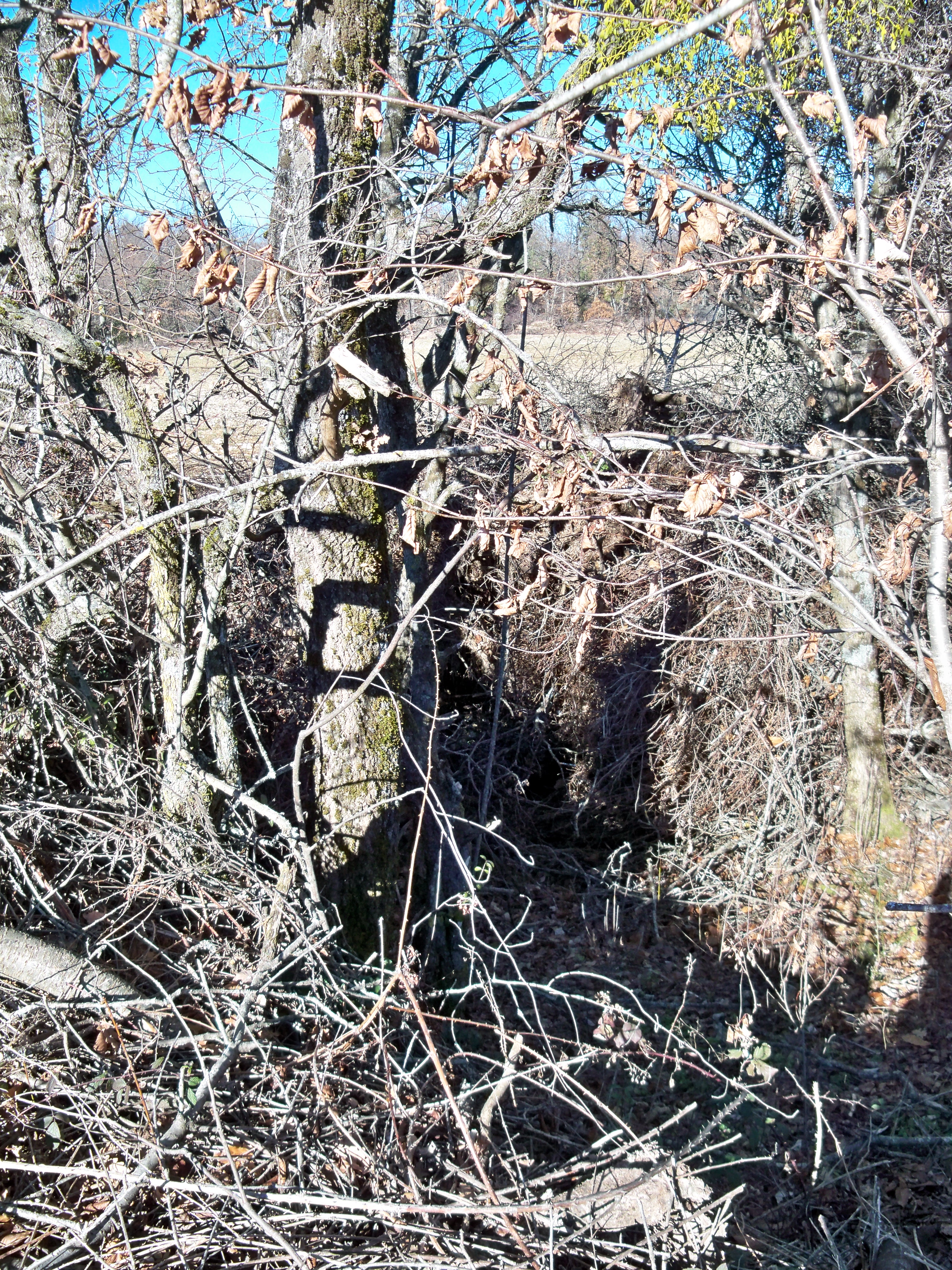
Entrée de l'aven de la Moutte au Revest-du-Bion.
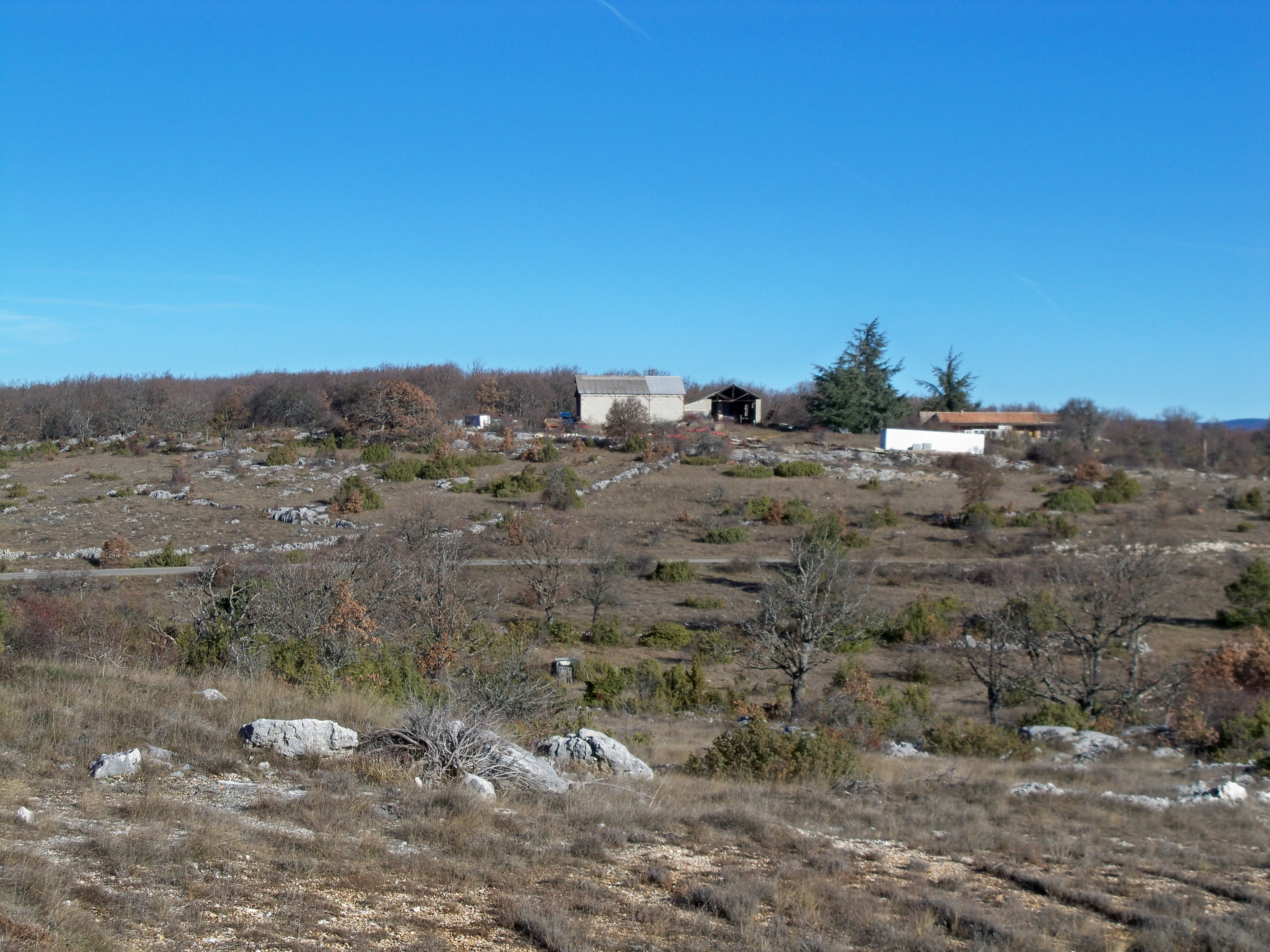
Faciès karstique avec lapiaz au Revest.

### Hydrographie
La commune est drainée en limite est par le ravin du Brusquet, cours d'eau de 18,60 km sous-affluent de la Durance, via le Calavon.
Deux sources sont signalées par Guy Barruol, celle d’Aiguebelle (qui donne son nom à une ferme et à un ravin, et qui est captée pour alimenter le village) et la Font d’Antigel.
L’Étang, à l’ouest du village, est un étang artificiel, aménagé dans une doline dont le fond a été tapissé d’argile à une époque ancienne (peut-être dès l’Antiquité). Il a été réaménagé à la fin du XIXe siècle puis à la fin du XXe siècle.

### Climat
Pour des articles plus généraux, voir Climat de Provence-Alpes-Côte d'Azur et Climat des Alpes-de-Haute-Provence.
En 2010, le climat de la commune est de type climat des marges montargnardes, selon une étude du Centre national de la recherche scientifique s'appuyant sur une série de données couvrant la période 1971-2000. En 2020, Météo-France publie une typologie des climats de la France métropolitaine dans laquelle la commune est exposée à un climat de montagne ou de marges de montagne et est dans la région climatique Provence, Languedoc-Roussillon, caractérisée par une pluviométrie faible en été, un très bon ensoleillement (2 600 h/an), un été chaud (21,5 °C), un air très sec en été, sec en toutes saisons, des vents forts (fréquence de 40 à 50 % de vents > 5 m/s) et peu de brouillards.
Pour la période 1971-2000, la température annuelle moyenne est de 9,6 °C, avec une amplitude thermique annuelle de 15,7 °C. Le cumul annuel moyen de précipitations est de 960 mm, avec 7,4 jours de précipitations en janvier et 4 jours en juillet. Pour la période 1991-2020, la température moyenne annuelle observée sur la station météorologique de Météo-France la plus proche, « Saint-Christol », sur la commune de Saint-Christol à 7 km à vol d'oiseau, est de 10,0 °C et le cumul annuel moyen de précipitations est de 1 015,3 mm. 
La température maximale relevée sur cette station est de 39,3 °C, atteinte le 28 juin 2019 ; la température minimale est de −20,1 °C, atteinte le 19 février 1983,,.
Les paramètres climatiques de la commune ont été estimés pour le milieu du siècle (2041-2070) selon différents scénarios d'émission de gaz à effet de serre à partir des nouvelles projections climatiques de référence DRIAS-2020. Ils sont consultables sur un site dédié publié par Météo-France en novembre 2022.

### Communes limitrophes

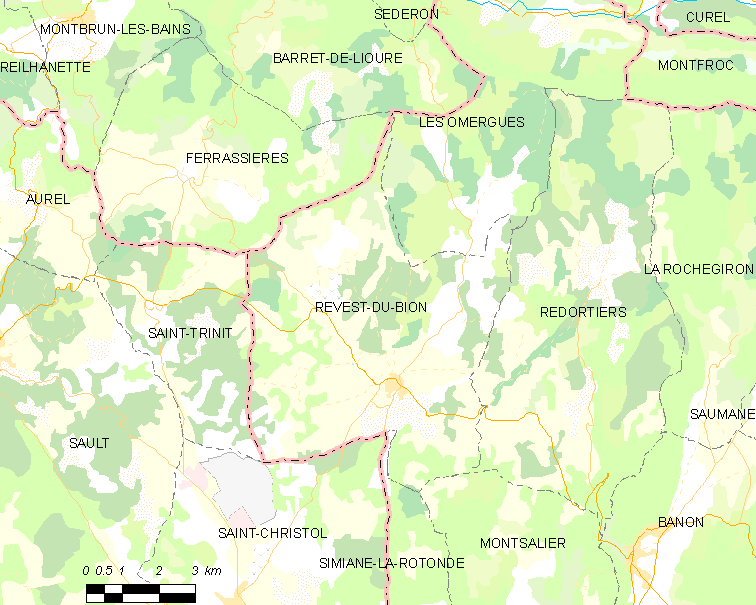
Revest-du-Bion et les communes voisines (cliquez sur la carte pour accéder à une grande carte avec la légende).

### Risques naturels et technologiques
Aucune des 200 communes du département n'est en zone de risque sismique nul. Le canton de Banon auquel appartient Revest-du-Bion est en zone 1a (sismicité très faible mais non négligeable) selon la classification déterministe de 1991, basée sur les séismes historiques, et en zone 4 (risque moyen) selon la classification probabiliste EC8 de 2011. La commune de Revest-du-Bion est également exposée à trois autres risques naturels :
- feu de forêt ;
- inondation ;
- mouvement de terrain : plusieurs versants de la commune, surtout situés dans la partie orientale, sont concernés par un aléa moyen à fort[15].

La commune de Revest-du-Bion n’est exposée à aucun des risques d’origine technologique recensés par la préfecture ; aucun plan de prévention des risques naturels prévisibles (PPR) n’existe pour la commune et le Dicrim n’existe pas non plus.

### Voies de communication et transports

#### Services autocars

##### Lignes départementales
Le village est desservi par 1 ligne départementale de Vaucluse:
| Ligne | Tracé                                             |
| ----- | ------------------------------------------------- |
| 16.2  | Apt ↔ Simiane-la-Rotonde ↔ Revest-du-Bion ↔ Banon |

### Environnement
La commune compte 1 091 ha de bois et forêts.

#### Flore

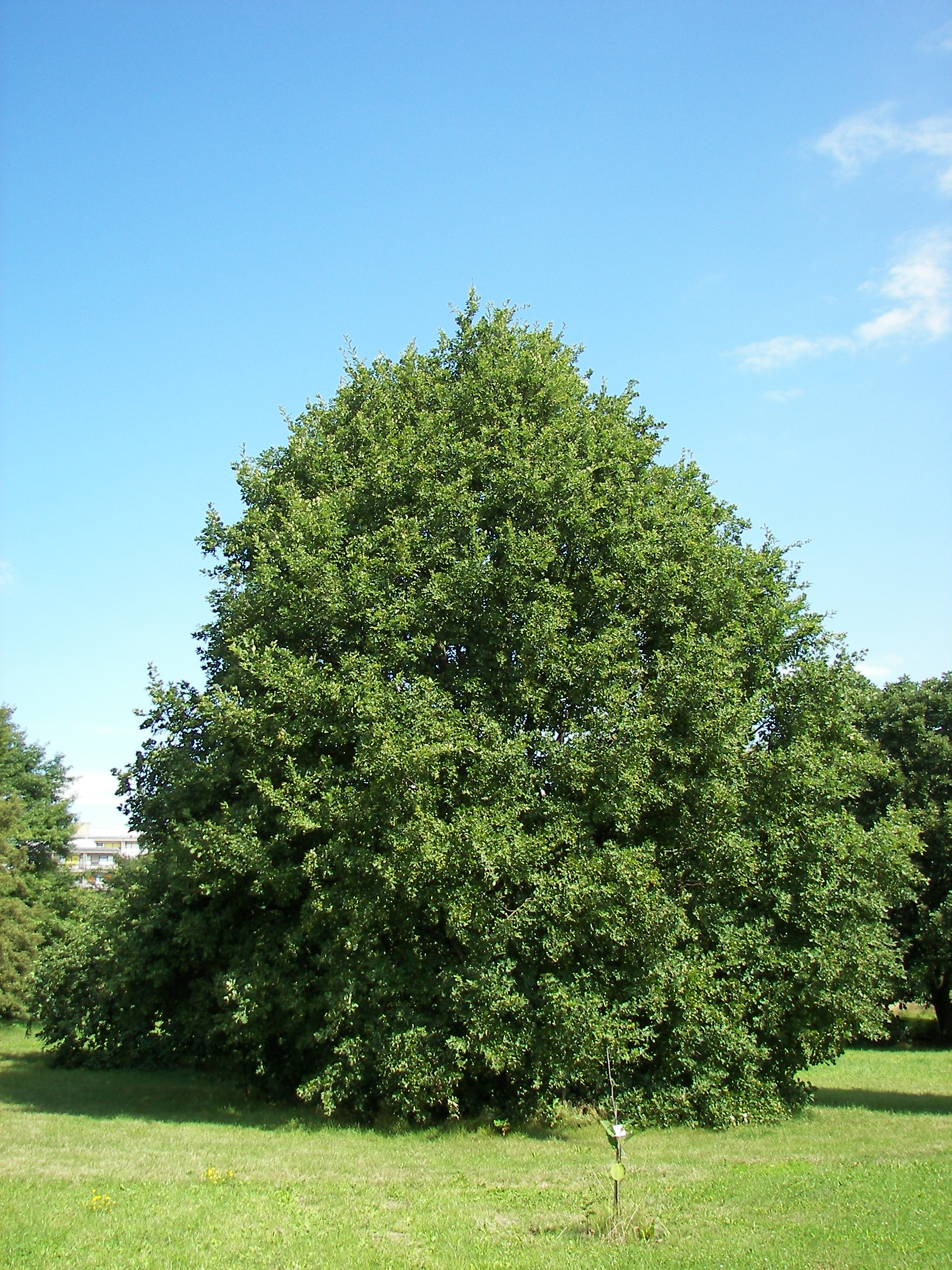
Chêne sessile ou rouvre

Sur le plateau d'Albion, et donc sur le territoire de la commune, la flore et les espèces arbustives sont de type montagnard ou supra-méditerranéen et oro-méditerranéen. La sylve est composée de chêne pubescent, chêne sessile, hêtre, tremble, bouleau, pin sylvestre, pin maritime, genêt à balais, bruyère callune et châtaignier.
On rencontre aussi sous forme de landes ou de garrigues la bugrane striée, le brome dressé, le thym, le genêt cendré et la lavande à feuilles étroites. Plus spécifiques des champs, des talus ou des dolines se multiplient la gagée des champs, l'ophioglosse des marais, la danthonie des Alpes, la ventenatée douteuse et le ciste à feuilles de laurier.
Plus rares, mais spécifiques au plateau, on trouve l'adonis flamme, l'aspérule des champs, la Caméline à petits fruits, le gaillet à trois pointes, le grand polycnémum, le buplèvre à feuilles rondes, la nielle des blés, l'androsace à grand calice et la vachère d'Espagne.

#### Champignons
Liées à une ou quelques espèces d'arbre, les champignons abondent, en saison, sur le plateau. On y trouve, le lactaire délicieux, dit pinin, le lactaire sanguin (lacterius sanguifluus), dit sanguin, les bolets dont le cèpe tête-de-nègre, les chanterelles dont la girolle (cantharellus cibarius), sans oublier le pied-de-mouton, (hydnum repandum) et surtout le petit gris ou griset du Ventoux (tricholoma myomyces).

Échantillon de champignons présents dans la commune.
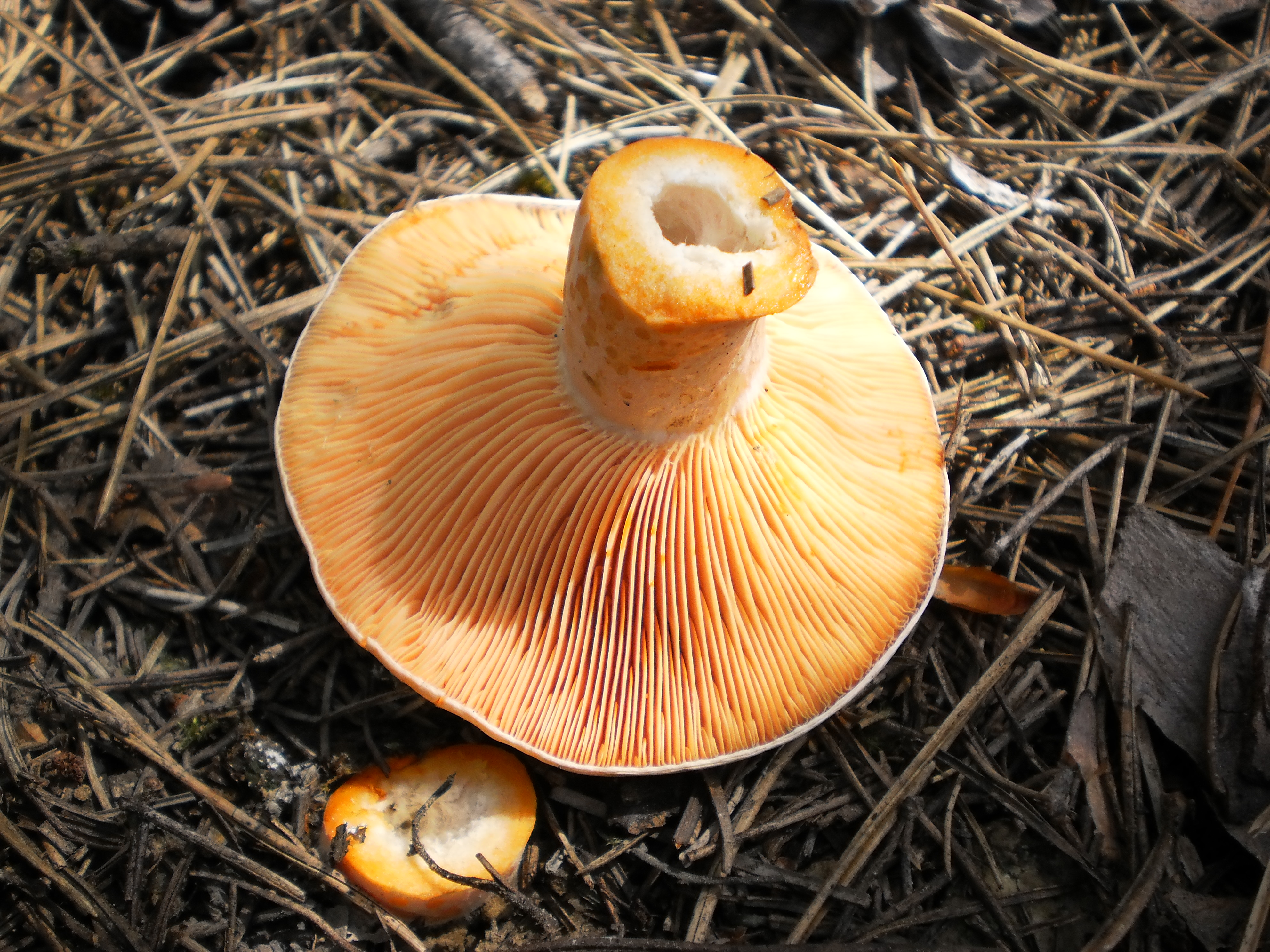
Lactaire délicieux (pinin).
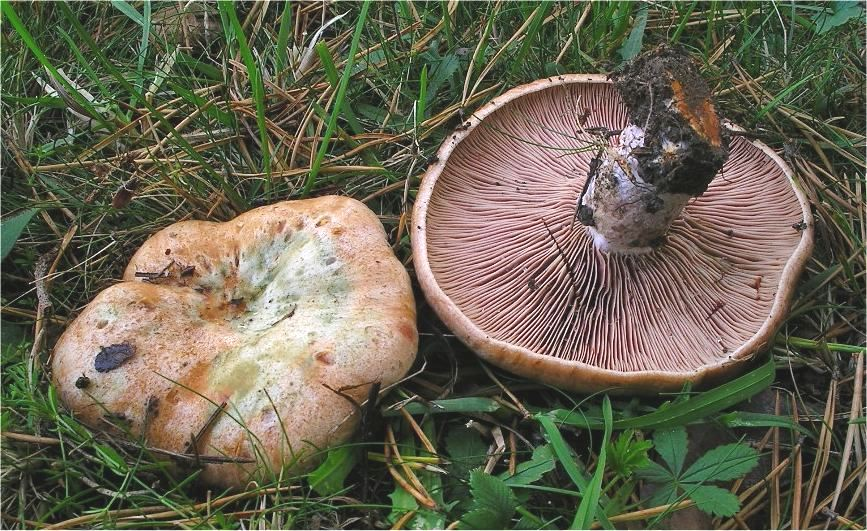
Lactaire sanguin (sanguin).
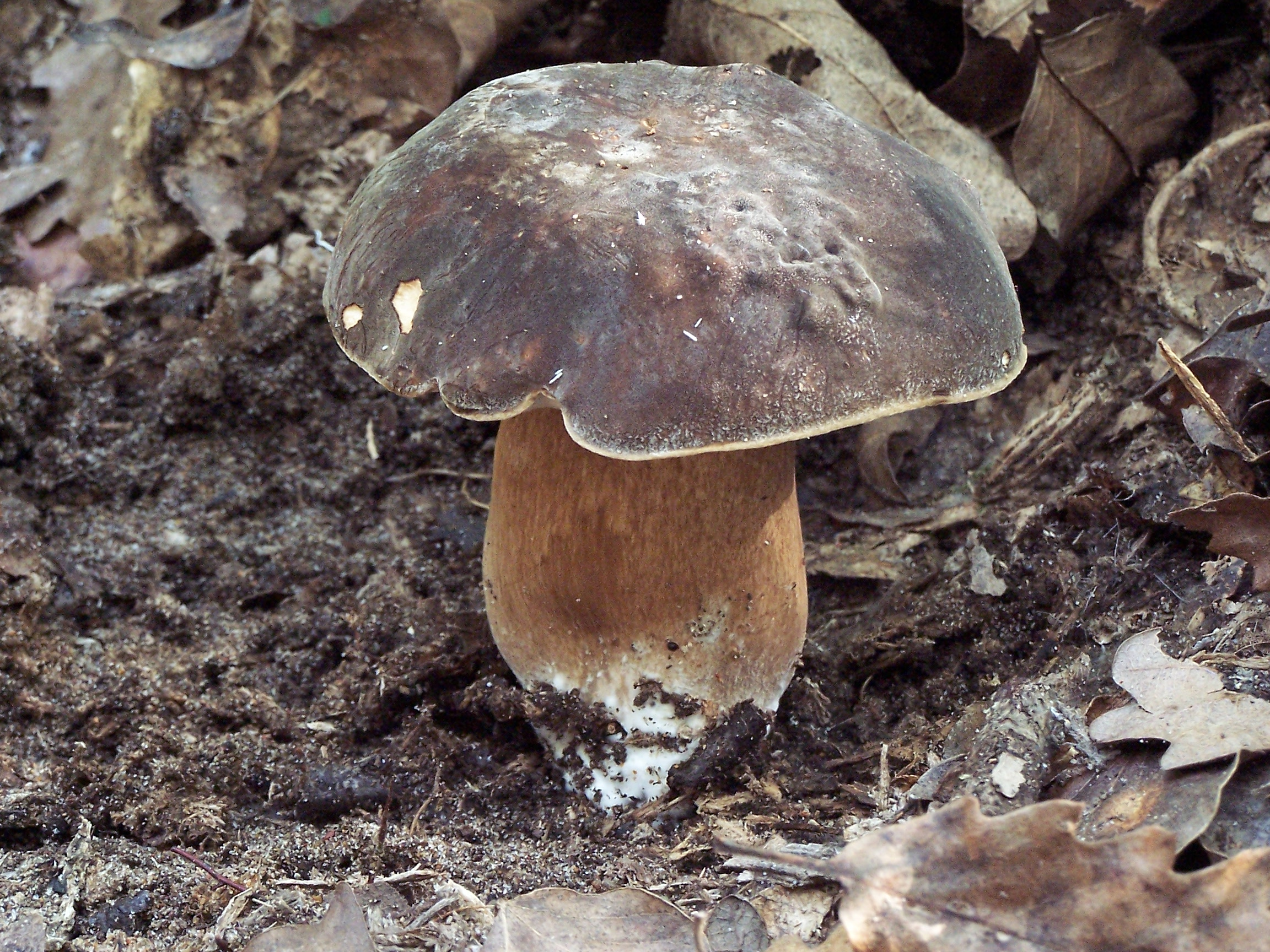
Bolet tête-de-nègre.
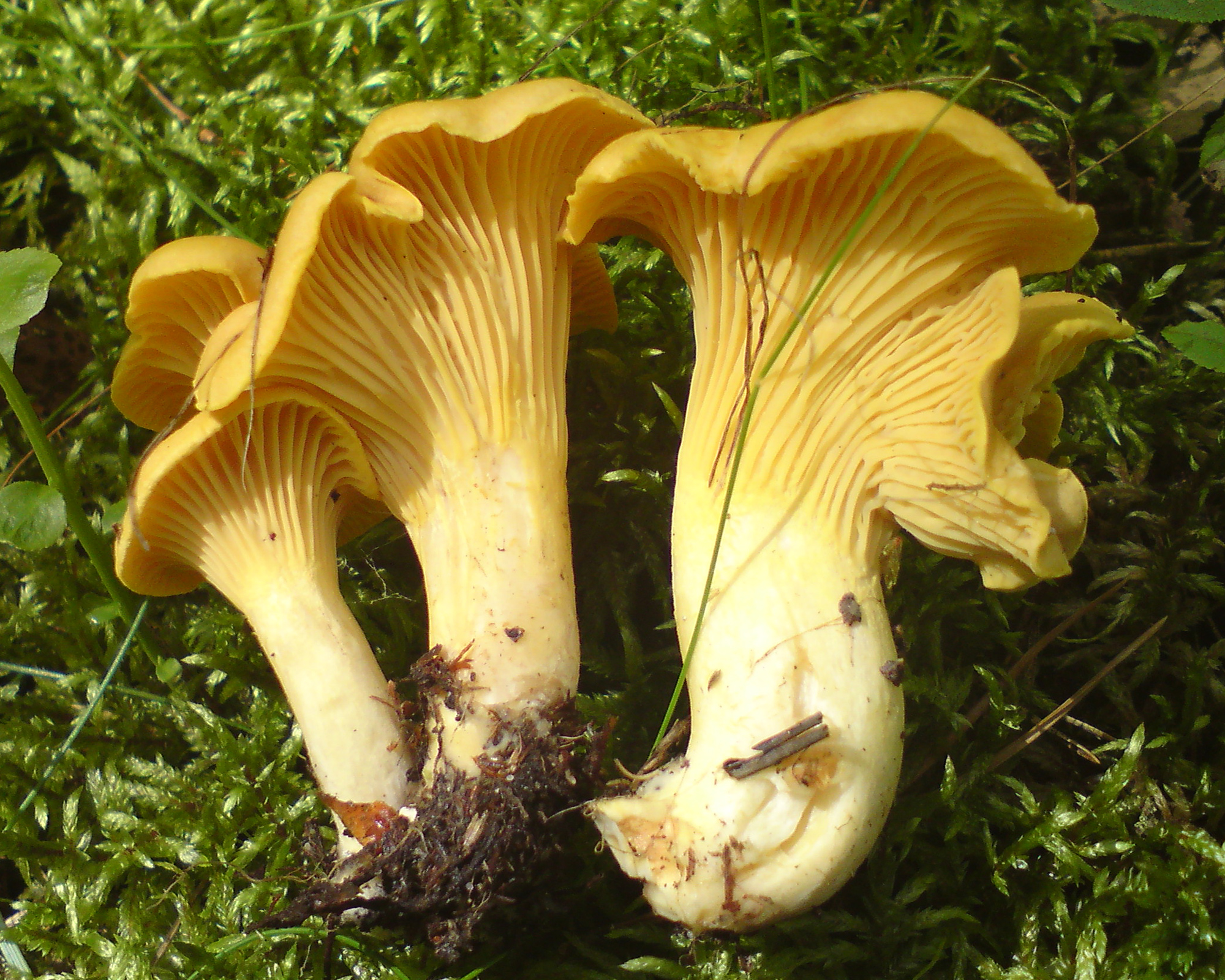
Chanterelle.
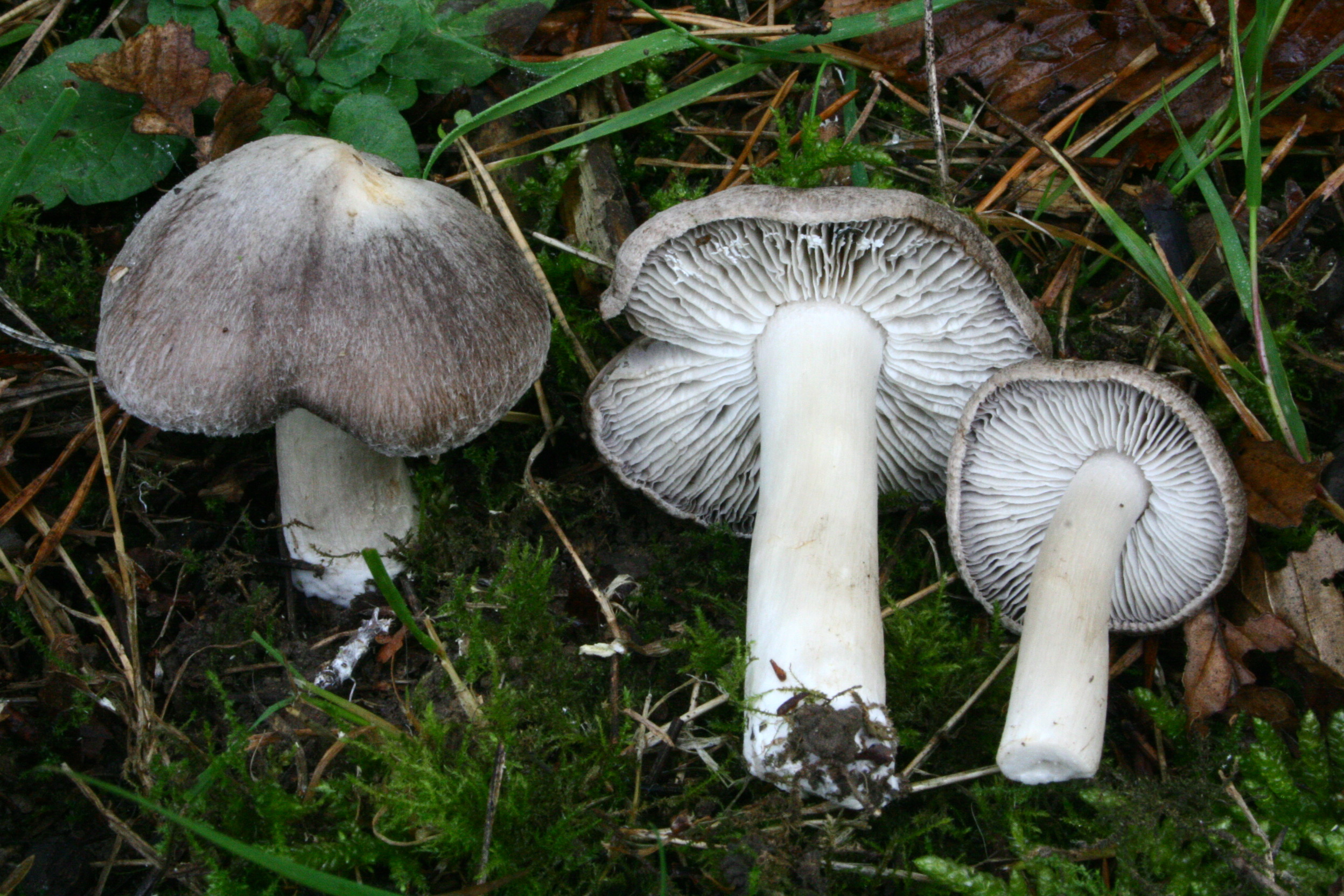
Grisets du Ventoux.

#### Faune

Guêpiers d'Europe

On trouve des insectes dont les plus caractéristiques sont le grand capricorne, le lucane cerf-volant et l'écaille chinée, des reptiles tels que la vipère aspic, venimeuse mais qui fuit au moindre bruit, et un batracien le pélodyte ponctué.
De nombreux oiseaux nichent sur plateau dont les pies grièches (pie-grièche à tête rousse, pie-grièche écorcheur, pie-grièche méridionale, pie-grièche à poitrine rose), les bruants (bruant fou, bruant ortolan, bruant proyer). S'y ajoutent des granivores (caille des blés, moineau soulcie), des insectivores (fauvette orphée, guêpier d'Europe, huppe fasciée, œdicnème criard, pic épeichette, râle des genêts, torcol fourmilier) et des espèces omnivores (cochevis huppé, bécasse des bois, outarde canepetière).
En plus de ces espèces, on retrouve nombre de rapaces diurnes prédateurs de la faune locale d'une part, tels que le circaète Jean-le-blanc, le busard cendré, l'aigle royal, l'aigle botté, l'autour des palombes, le faucon hobereau et la bondrée apivore, ou nocturnes d'autre part, comme le petit-duc scops, le grand-duc d'Europe, la chouette chevêche et la chouette de Tengmalm,
Se rencontrent aussi fréquemment des grands et petits mammifères tels que le cerf élaphe, le sanglier, le renard, le lièvre et le lapin. Il est à signaler la présence de chauves-souris, espèce prédatrice et nocturne (grand rhinolophe, petit rhinolophe, noctule de Leisler).

### Transports
L'accès à Revest du Bion se fait par la RD18, en passant par Simiane-la-Rotonde, par la RD218, du côté de Saint-Christol-d'Albion (Vaucluse), et par la RD950 entre Saint-Trinit (Vaucluse) et Banon.
L'installation de la force stratégique nucléaire sur le plateau d'Albion, dans le courant des années 1970, a grandement amélioré la qualité du réseau routier. Deux lignes de bus relient Revest-du-Bion aux communes voisines, pour l'accès à leur marché : 
- le mardi matin vers Banon (trajet gratuit) ;
- le samedi matin vers Apt (trajet payant).

### Lieux-dits et hameaux
La commune compte 4 hameaux :
- les Bastians
- les Morards
- Haut-Labouret
- Silance

### Toponymie
Selon Ernest Nègre, le nom du village, tel qu’il apparaît la première fois en 1272 (de Revesto Albionis), est tiré de l’occitan revèst, variante de revers et désignant un site exposé au nord. C'est par erreur que le couple Fénié lui donne le sens de versant exposé au soleil. Selon l’Encyclopédie de la montagne de Lure, le terme « revest » désigne plutôt un terroir remis en culture après une phase d’abandon. Le déterminant du-Bion est un souvenir du peuple gaulois des Albienses, avec au passage une reconstruction incohérente lors de la fixation du terme à partir du provençal Lou Revès d’Aubioun, la coupure n’ayant pas lieu d’être (et n’ayant pas eu lieu pour le plateau d’Albion).
Le relief apparaît dans la toponymie au Clos de Serre et à Plaine de Serre, les serres étant des crêtes allongées, la plaine étant elle un plateau d’altitude (toponyme aussi utilisé pour Plaine Longue).
L’érosion amplifiée par la déforestation a formé des accumulations de graviers : la Gravière, les Grands Graviers.
Les points d’eau rares et précieux dans ce terroir aride sont signalés : Aigue Belle, la Font d’Antigel (la Font étant aussi bien une source qu’une fontaine aménagée).
La végétation a donné lieu aux toponymes suivants : la Combe de Jarjaille qui signale un vallon sec (le terme combe n’a pas dans l’aire de la montagne de Lure son sens canonique) où poussent des vesces, et la Blache est un bosquet ou un bois de chênes blancs.
Enfin l’exploitation agricole du terroir a donné lieu à d’autres toponymes : le Grand Claux et les Claux sont des champs qui ont été épierrés, et dont le produit d’épierrement a servi à enclore les terrains ainsi libérés à la culture avec des murs en pierre sèche. On a encore les Cabannes, et la Grange de Barruols (qui désigne ici une ferme et non un bâtiment destiné au stockage des récoltes).

## Urbanisme

### Typologie
Au 1er janvier 2024, Revest-du-Bion est catégorisée commune rurale à habitat dispersé, selon la nouvelle grille communale de densité à 7 niveaux définie par l'Insee en 2022.
Elle est située hors unité urbaine et hors attraction des villes,.

### Occupation des sols
L'occupation des sols de la commune, telle qu'elle ressort de la base de données européenne d’occupation biophysique des sols Corine Land Cover (CLC), est marquée par l'importance des territoires agricoles (62,3 % en 2018), en diminution par rapport à 1990 (63,3 %). La répartition détaillée en 2018 est la suivante : 
terres arables (44,7 %), forêts (30,1 %), prairies (10,7 %), milieux à végétation arbustive et/ou herbacée (6,8 %), zones agricoles hétérogènes (5,3 %), cultures permanentes (1,7 %), zones urbanisées (0,7 %).
L'évolution de l’occupation des sols de la commune et de ses infrastructures peut être observée sur les différentes représentations cartographiques du territoire : la carte de Cassini (XVIIIe siècle), la carte d'état-major (1820-1866) et les cartes ou photos aériennes de l'IGN pour la période actuelle (1950 à aujourd'hui).

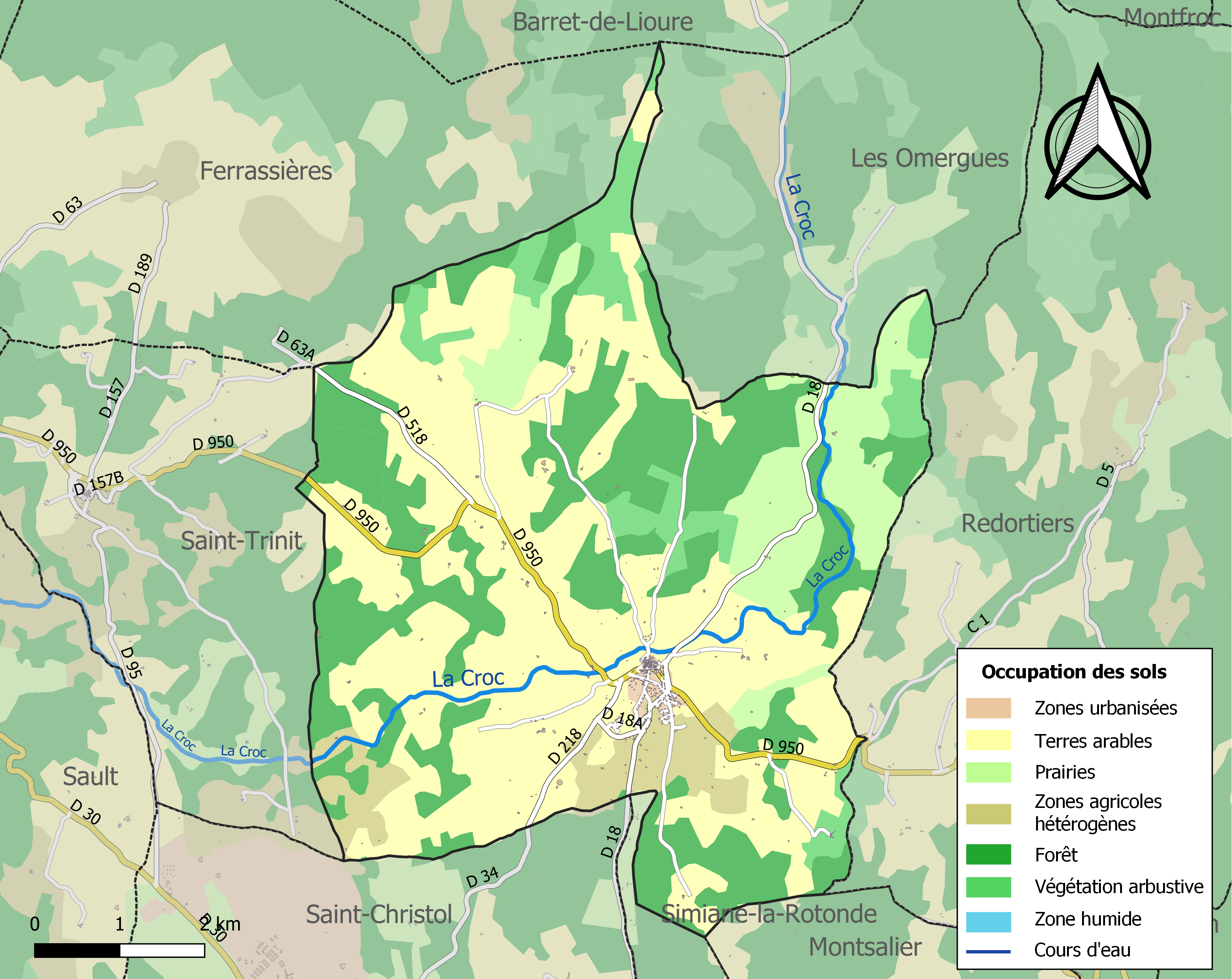
Carte de l'occupation des sols de la commune en 2018 (CLC).

## Histoire

### Antiquité
Plusieurs campagnes de fouilles ont été menées sur le territoire de la commune en particulier par Guy Barruol et ses équipes. Des habitats gallo-romains ont été identifiés aux Eyssarettes, avec plusieurs fours, au Plan de Barruol, avec une allée de sépultures, aux Jaconnets où a été identifiée une enceinte circulaire, une fonderie de fer à l’écart. Des fondations caractéristiques d'une villa rustica ont été mises au jour au Labouret et à Saint-Clair.

### Moyen Âge

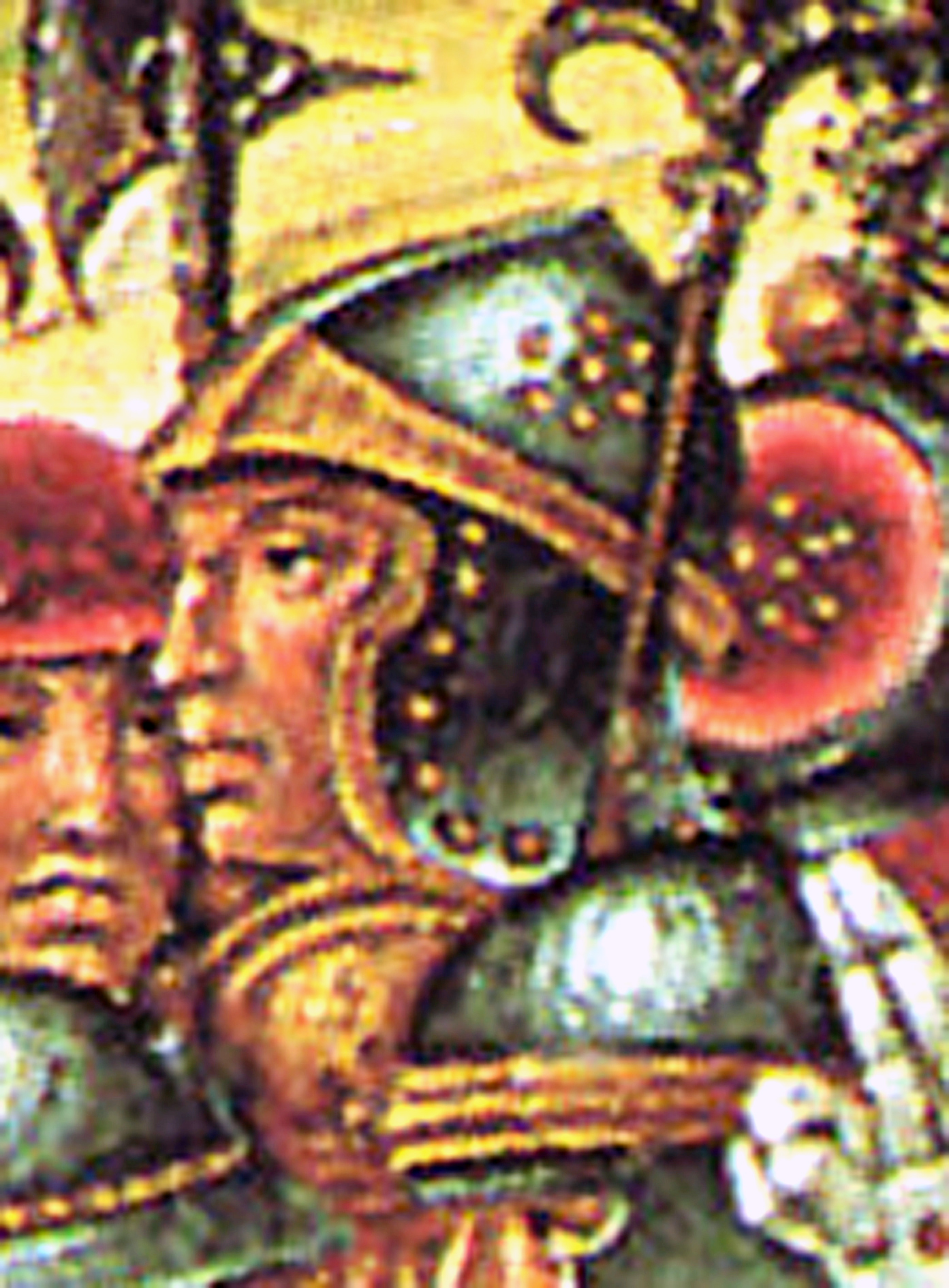
Raymond de Turenne par Girolamo di Benvenuto (fresque de l’Ospedale Santa-Maria della Scala à Sienne)

Alors que le sud-est de la Gaule était une terre burgonde, le roi des Ostrogoths Théodoric le Grand fait la conquête de la région entre la Durance, le Rhône et l’Isère en 510. La commune dépend donc brièvement à nouveau de l’Italie, jusqu’en 526. En effet, pour se réconcilier avec le roi burgonde Gondemar III, la régente ostrogothe Amalasonthe lui rend ce territoire.
La première trace écrite concernant le territoire du Revest date de 1080,. C'est un acte de donation signé par Ripert de Mévouillon, évêque de Gap accusé de simonie, aux moines de l'abbaye de Cluny. Il n'existe pas de village mais un simple lieu-dit dénommé Vorze. Ce fut là que les bénédictins construisirent leur prieuré, un hospice et un moulin. Par précaution, ils comblèrent trois avens,. L’église de la première église paroissiale étant sous le vocable de Saint-Clair, l’emplacement du premier village est situé à proximité de l’actuelle ferme Saint-Clair. Le premier castrum fut édifié entre 1204 et 1242. Et en 1271 le castrum de Revesto Albionis, comptait 200 feux,. Le territoire de Revest-du-Bion appartenait au Dauphiné
Le village et son château furent détruits comme beaucoup d’autres en Provence par les troupes de Raimond de Turenne, en 1392. Venues de Banon, où elles avaient installé leur nid d'aigle, elles dévastèrent l'église paroissiale ainsi que la chapelle de Notre-Dame de la Forêt d'Albion connue aujourd'hui sous le nom de Notre-Dame de l'Ortiguière. Les survivants se réfugièrent à Sault et le village resta non habité pendant près d'un siècle.
En 1474, sur ordre de Louis XI, un acte d'habitation fut passé avec deux chefs de famille venus des Baronnies.

### Temps modernes

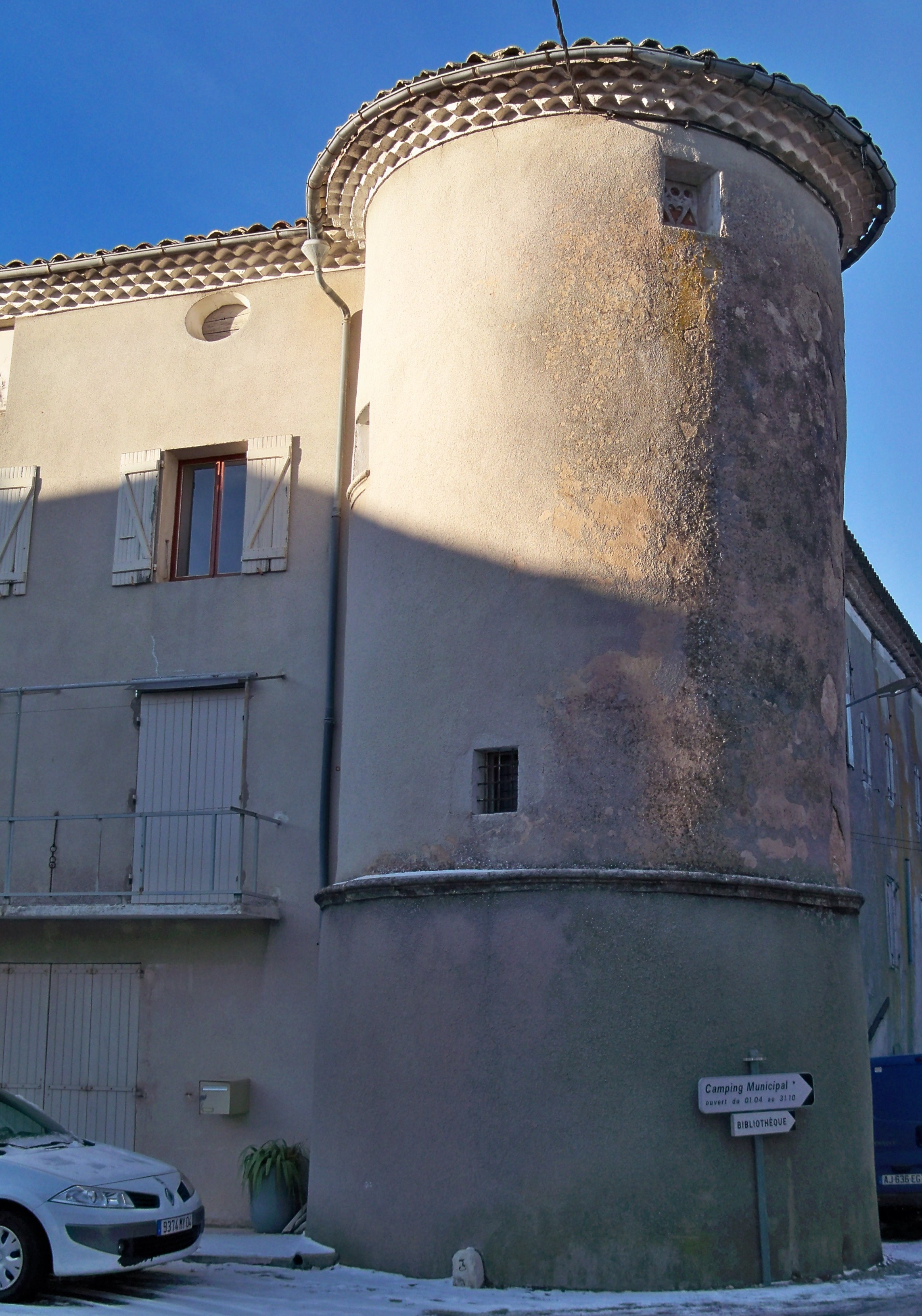
Tour des anciens remparts.

Pour faire face à toute éventualité d'attaque venue des Baronnies, en 1546, les consuls Maurel et Michel firent fortifier le village. Ils passèrent un prix-fait avec le dénommé Dauphin, maître d'œuvre originaire de Cucuron. Celui-ci fit édifier une muraille pentagonale, haute de 18 cannes (9 mètres) et épaulée par cinq tours d'angle circulaires.
Le Revest y resta à l'abri jusqu'en 1591. Cette année-là, Lesdiguières arriva à la tête de ses troupes pour aller mettre le siège devant Sault. Pour assurer ses arrières, il fit bombarder les murailles jusqu'à ce qu'une brèche fut ouverte. Les protestants s'y engouffrèrent et investirent le village.
La paix revenue, vingt ans plus tard, fut planté près de l'église Saint-Clair l'ormeau dit de Sully. Atteint par la graphiose, son tronc évidé a été ôté à la fin du XXe siècle.
Au cours du XVIIIe siècle, le Revest acquiert une prépondérance décisive sur les autres communes du plateau. Le village devient un centre économique important où se tiennent foires et marchés, où résident à demeure notaire et chirurgien, où s'ouvrent des auberges et où exercent de nombreux artisans.

### Époque contemporaine
La Révolution française le détache du Dauphiné, duquel il était dépendant administrativement, et l'inclut dans le département des Basses-Alpes. 

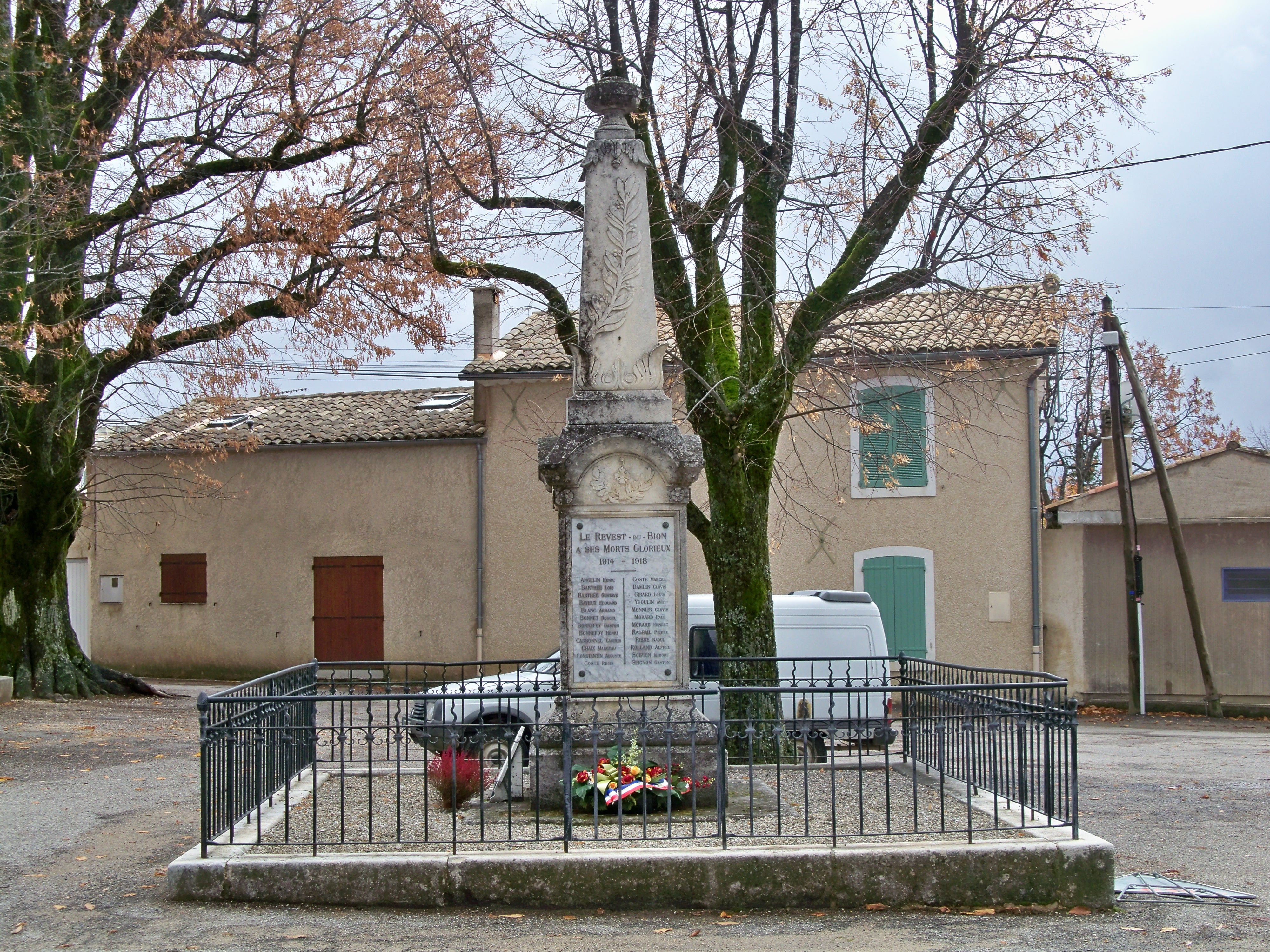
Monument aux morts.

Le coup d'État du 2 décembre 1851 commis par Louis-Napoléon Bonaparte contre la Deuxième République provoque un soulèvement armé dans les Basses-Alpes, en défense de la Constitution. Après l’échec de l’insurrection, une sévère répression poursuit ceux qui se sont levés pour défendre la République : 10 habitants de Revest-du-Bion sont traduits devant la commission mixte, la majorité étant condamnés à la déportation en Algérie.
Comme de nombreuses communes du département, Revest-du-Bion se dote d’une école bien avant les lois Jules Ferry : en 1863, elle en possède déjà une qui dispense une instruction primaire aux garçons, au chef-lieu. La même instruction est donnée aux filles : si la loi Falloux (1851) n’impose l’ouverture d’une école de filles qu’aux communes de plus de 800 habitants, une école leur est ouverte avant 1861. La commune profite des subventions de la deuxième loi Duruy (1877) pour construire une école neuve.
Ayant particulièrement bien résisté à l'exode rural, à la fin du XIXe siècle, le Revest était relié[Comment ?] à Apt, un jour par semaine, le samedi jour de marché. Le voyage aller durait quatre heures, celui du retour dix heures.
La Première Guerre mondiale eut pour conséquence la mort de 24 jeunes Revestois.[réf. nécessaire]
La commune, comme toutes celles du plateau d'Albion, de 1971 à 1996, vit s'installer sur son territoire des bases de lancement de missiles balistiques à charge nucléaire. Ces sites furent les endroits les plus secrets et les mieux gardés de France.

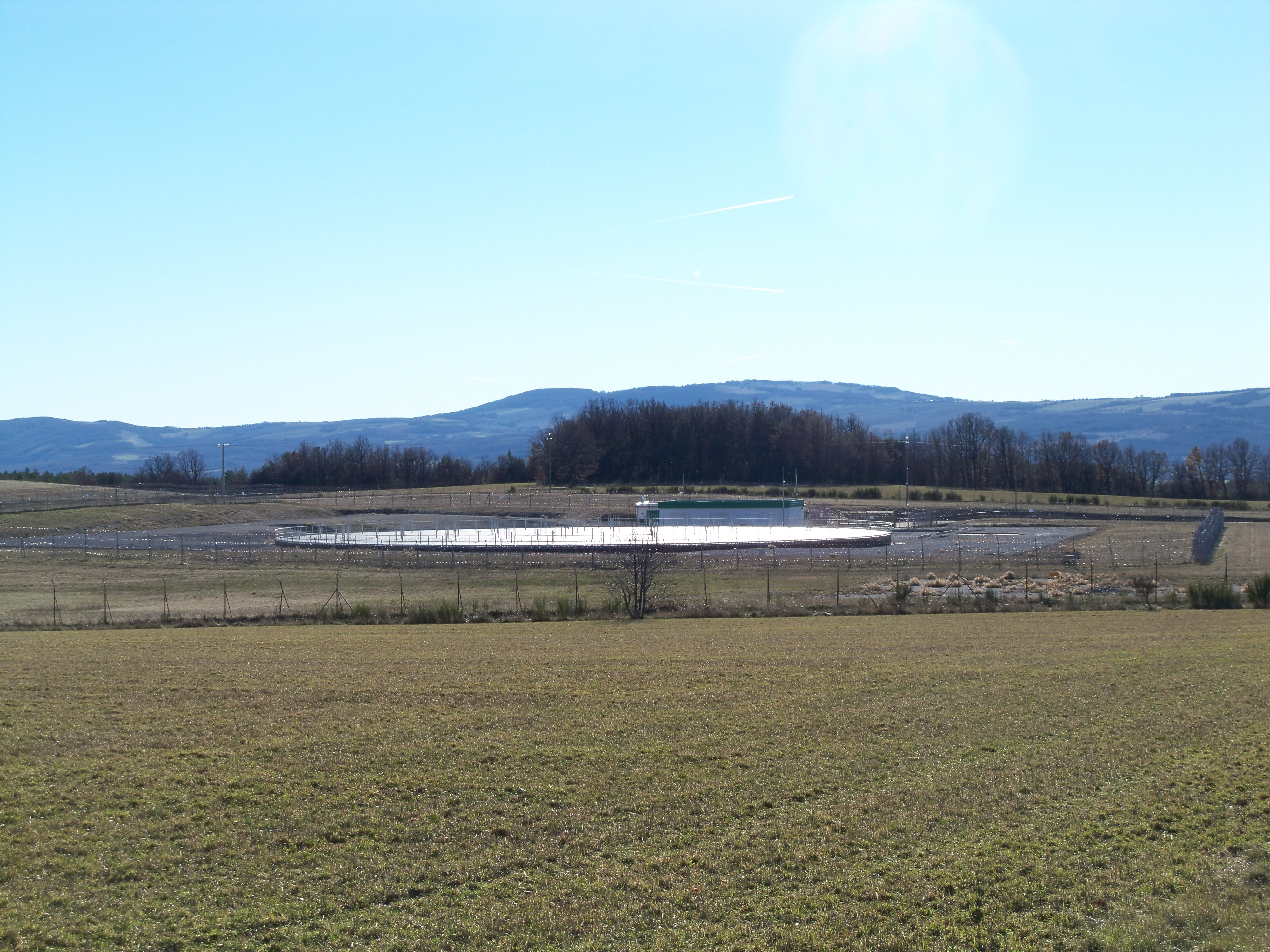
Site de réception du radar GRAVE, près de Notre-Dame de l'Ortiguières.

L'Office national d'études et de recherches aérospatiales a installé le récepteur du radar GRAVES sur une des anciennes zones de lancement près du Revest,. Le radar Grand réseau adapté à la veille spatiale a été mis en service le 15 décembre 2005 afin de permettre la détection des satellites espions américains et chinois. C'est actuellement le seul système de veille satellite opérationnel en Europe de l'Ouest. Seuls la Russie et les États-Unis disposent de systèmes de ce type.
Il présente la particularité d'avoir le site d'émission dissocié du site de réception. Le site d'émission est situé sur l'ancienne base aérienne de Broyes-lès-Pesmes près de Broye-Aubigney-Montseugny, le site de réception est sur le plateau d'Albion, au Revest, à environ 400 km du site de réception, près de Notre-Dame-de-l'Ortiguière 44° 04′ 17″ N, 5° 32′ 05″ E. Le système de réception est basé sur la détection Doppler et des calculs de traitement du signal effectués par un calculateur temps réel dédié de la B.A. 115 d'Orange.

### Héraldique
| Blason de Revest-du-Bion | Blason  | D'argent au loup ravissant d'azur.               |
| Blason de Revest-du-Bion | Détails | Le statut officiel du blason reste à déterminer. |

## Politique et administration

### Municipalité

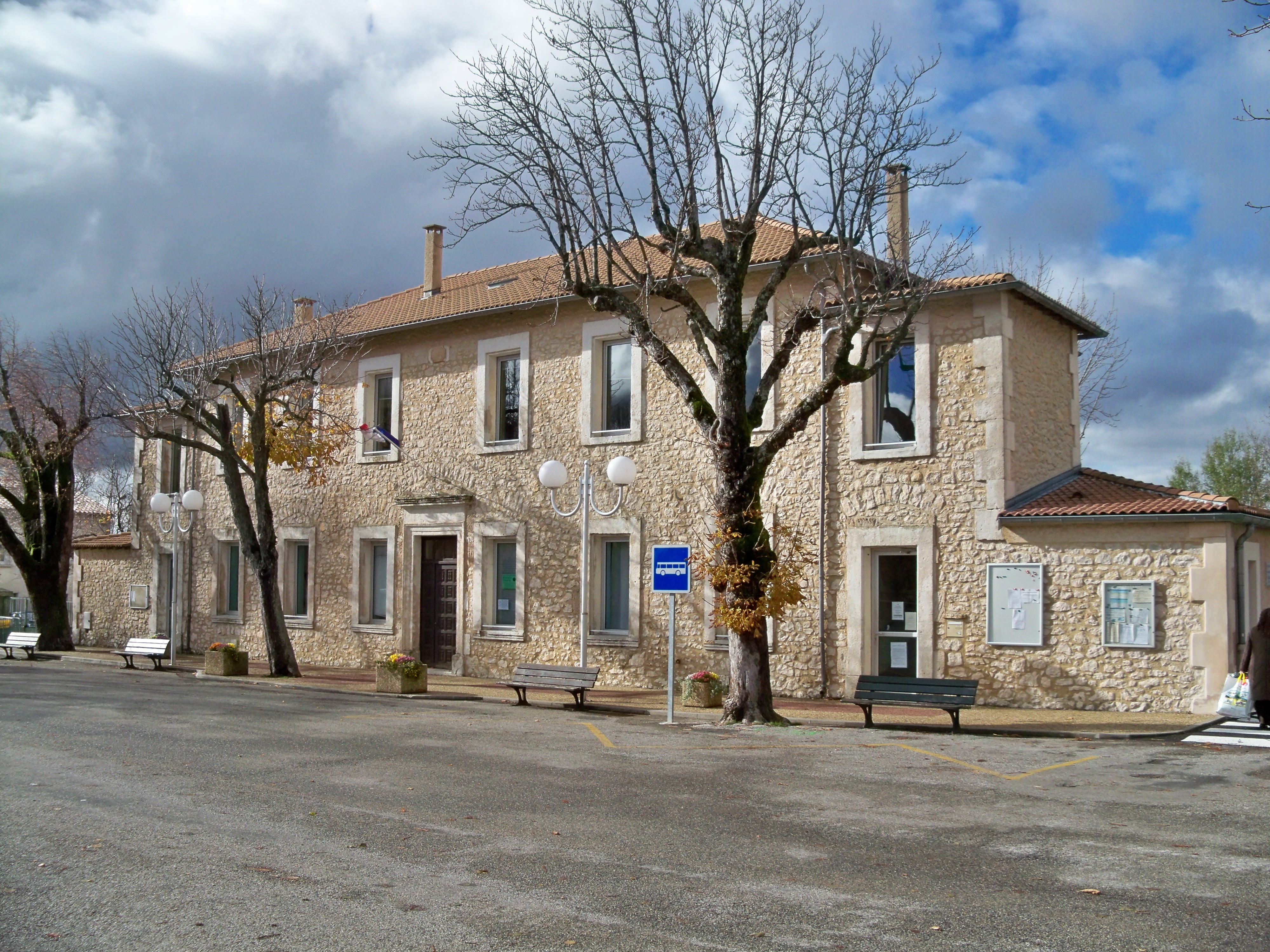
Mairie du Revest

| Période                                  | Période  | Identité         | Étiquette | Qualité  |
| ---------------------------------------- | -------- | ---------------- | --------- | -------- |
| mai 1945                                 | 1947     | Hubert Maurel    |           |          |
| 2001                                     | 2020     | Raymond Le Moign |           |          |
| juin 2020                                | En cours | Bernard Granet,  | DVD       | Retraité |
| Les données manquantes sont à compléter. |          |                  |           |          |

### Intercommunalité
Revest-du-Bion a fait partie de 2002 à 2016 de la communauté de communes du Pays de Banon. Depuis le 1er janvier 2017, elle est membre de la communauté de communes Haute-Provence Pays de Banon.

### Environnement et recyclage
La collecte et traitement des déchets des ménages et déchets assimilés et la protection et mise en valeur de l'environnement se font dans le cadre de la Communauté de communes du Pays de Banon.

### Budget et fiscalité
| Taxe                                        | Part communale | Part intercommunale | Part départementale | Part régionale |
| ------------------------------------------- | -------------- | ------------------- | ------------------- | -------------- |
| Taxe d'habitation                           | 5,90 %         | 0,55 %              | 5,53 %              | 0,00 %         |
| Taxe foncière sur les propriétés bâties     | 15,41 %        | 1,32 %              | 14,49 %             | 2,36 %         |
| Taxe foncière sur les propriétés non bâties | 70,63 %        | 4,18 %              | 47,16 %             | 8,85 %         |
| Taxe professionnelle                        | 10,00 %        | 0,94 %              | 10,80 %             | 3,84 %         |

La part régionale de la taxe d'habitation n'est pas applicable.
La taxe professionnelle est remplacée en 2010 par la cotisation foncière des entreprises (CFE) portant sur la valeur locative des biens immobiliers et par la contribution sur la valeur ajoutée des entreprises (CVAE) (les deux formant la contribution économique territoriale (CET) qui est un impôt local instauré par la loi de finances pour 2010).

### Jumelages
| Revest-du-Bion Roucourt |

- Roucourt (Belgique) depuis 1990[53].

## Population et société

### Démographie
L'évolution du nombre d'habitants est connue à travers les recensements de la population effectués dans la commune depuis 1793. Pour les communes de moins de 10 000 habitants, une enquête de recensement portant sur toute la population est réalisée tous les cinq ans, les populations de référence des années intermédiaires étant quant à elles estimées par interpolation ou extrapolation. Pour la commune, le premier recensement exhaustif entrant dans le cadre du nouveau dispositif a été réalisé en 2005.
En 2022, la commune comptait 487 habitants, en évolution de −14,26 % par rapport à 2016 (Alpes-de-Haute-Provence : +2,84 %, France hors Mayotte : +2,11 %).
| 1793 | 1800 | 1806 | 1821 | 1831 | 1836 | 1841 | 1846 | 1851 |
| ---- | ---- | ---- | ---- | ---- | ---- | ---- | ---- | ---- |
| 671  | 634  | 796  | 730  | 685  | 770  | 761  | 721  | 734  |

| 1856 | 1861 | 1866 | 1872 | 1876 | 1881 | 1886 | 1891 | 1896 |
| ---- | ---- | ---- | ---- | ---- | ---- | ---- | ---- | ---- |
| 745  | 743  | 784  | 785  | 806  | 751  | 743  | 703  | 619  |

| 1901 | 1906 | 1911 | 1921 | 1926 | 1931 | 1936 | 1946 | 1954 |
| ---- | ---- | ---- | ---- | ---- | ---- | ---- | ---- | ---- |
| 594  | 629  | 611  | 316  | 553  | 507  | 481  | 456  | 420  |

| 1962 | 1968 | 1975 | 1982 | 1990 | 1999 | 2005 | 2006 | 2010 |
| ---- | ---- | ---- | ---- | ---- | ---- | ---- | ---- | ---- |
| 410  | 601  | 474  | 494  | 512  | 463  | 518  | 527  | 578  |

| 2015 | 2020 | 2022 | - | - | - | - | - | - |
| ---- | ---- | ---- | - | - | - | - | - | - |
| 573  | 507  | 487  | - | - | - | - | - | - |

En 1271, Revest-du-Bion comptait 180 habitants.
L'histoire démographique de Revest-du-Bion, après la saignée des XIVe et XVe siècles et le long mouvement de croissance jusqu'au début du XIXe siècle, est marquée par une période d'« étale » où la population reste relativement stable à un niveau élevé. Cette période occupe la majeure partie du siècle, et ne s'interrompt qu'après 1891. L'exode rural commence donc tardivement à Revest-du-Bion, mais provoque néanmoins un mouvement de recul démographique de longue durée. Autre caractéristique rare pour la commune, elle ne perd jamais la moitié de sa population du maximum historique (en 1876). Le mouvement de recul se poursuit jusqu'aux années 1960 : depuis, la population oscille entre 450 et 600 habitants.

### Enseignement
L'école Eugène-Martel accueille 55 enfants de la maternelle à la primaire.

### Équipements et services
La commune dispose plusieurs services :
- Une bibliothèque, créée en 1979,
- Une "Maison du temps libre" (salle municipale mise à disposition des associations et ds particuliers)
- Un CCAS
- Un bureau de Poste
- Une crèche halte-garderie (associative)

### Sports
Il y a une association de foot, l'US. Revestoise.

### Santé et services sociaux
Il y a un cabinet médical généraliste et un ESAT qui accueille 61 personnes handicapées au domaine de la Haute-Lèbre.

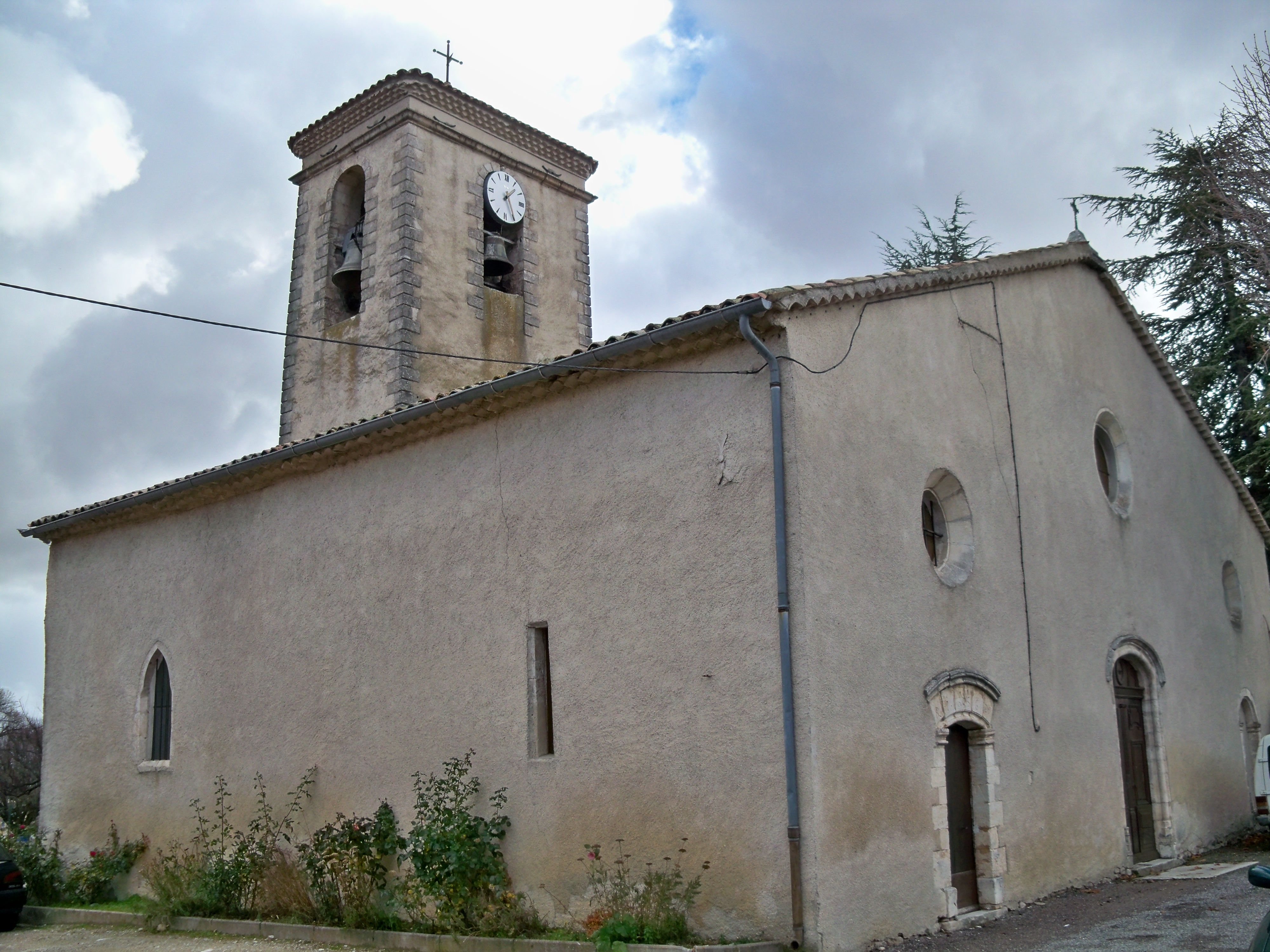
Église paroissiale Saint-Clair

### Cultes
La commune fait partie du secteur paroissial Montagne de Lure, ce qui permet au culte catholique d’être célébré en alternance dans l’église de Revest.

### La commune vue par des ethnologues
En 1971, des étudiants en ethnologie dans le cadre du CERESM, mis en place par l’Université de Provence d'Aix-en-Provence, étudièrent le village au point de vue de ses spécificités tant environnementales qu'économiques. 

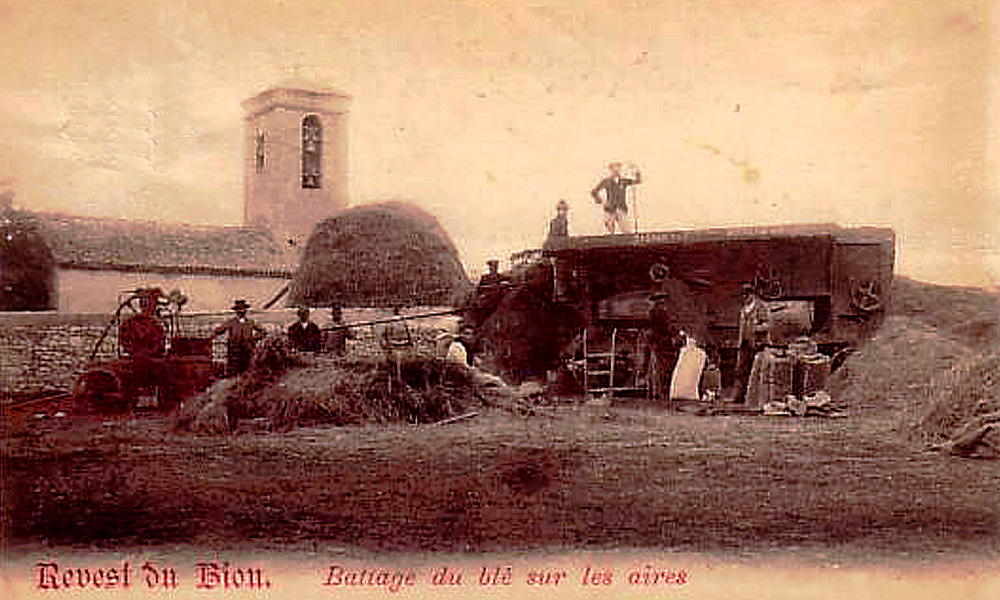
Battage du blé au Revest-du-Bion

Établi sur une butte, au centre de la commune, le village est le carrefour vers lequel convergent chemins, drailles et routes qui desservent ses exploitations agricoles dispersées ou qui le relient à l'extérieur. Cette structuration oblige même de passer par le village pour se rendre d'une exploitation à l'autre. Ce qui a donné à celui-ci une importance capitale comme centre de distribution des produits d'usage et de consommation au travers de ses commerces et de diffusion des nouvelles à partir de ses lieux publics. Cette « attraction du centre » a son revers puisque les chemins partant d'une exploitation et pouvant permettre de rejoindre une autre commune, en particulier dans la partie septentrionale du Revest, sont rarement entretenus et praticables.
Elle a déterminé aussi un sentiment identitaire fort : « Je suis Revestois », qualification signifiant « Je suis du Revest et de vieille souche ». Ce sentiment de longue appartenance communautaire, s'est traduit par des définitions originales de celui qui est étranger à la commune. S'il est originaire du plateau, il est qualifié d'estrangié du dedans, s'il vient de la région c'est un estrangié du dehors, et tout autre origine le fait considérer comme un estrangié pas d'ici. 

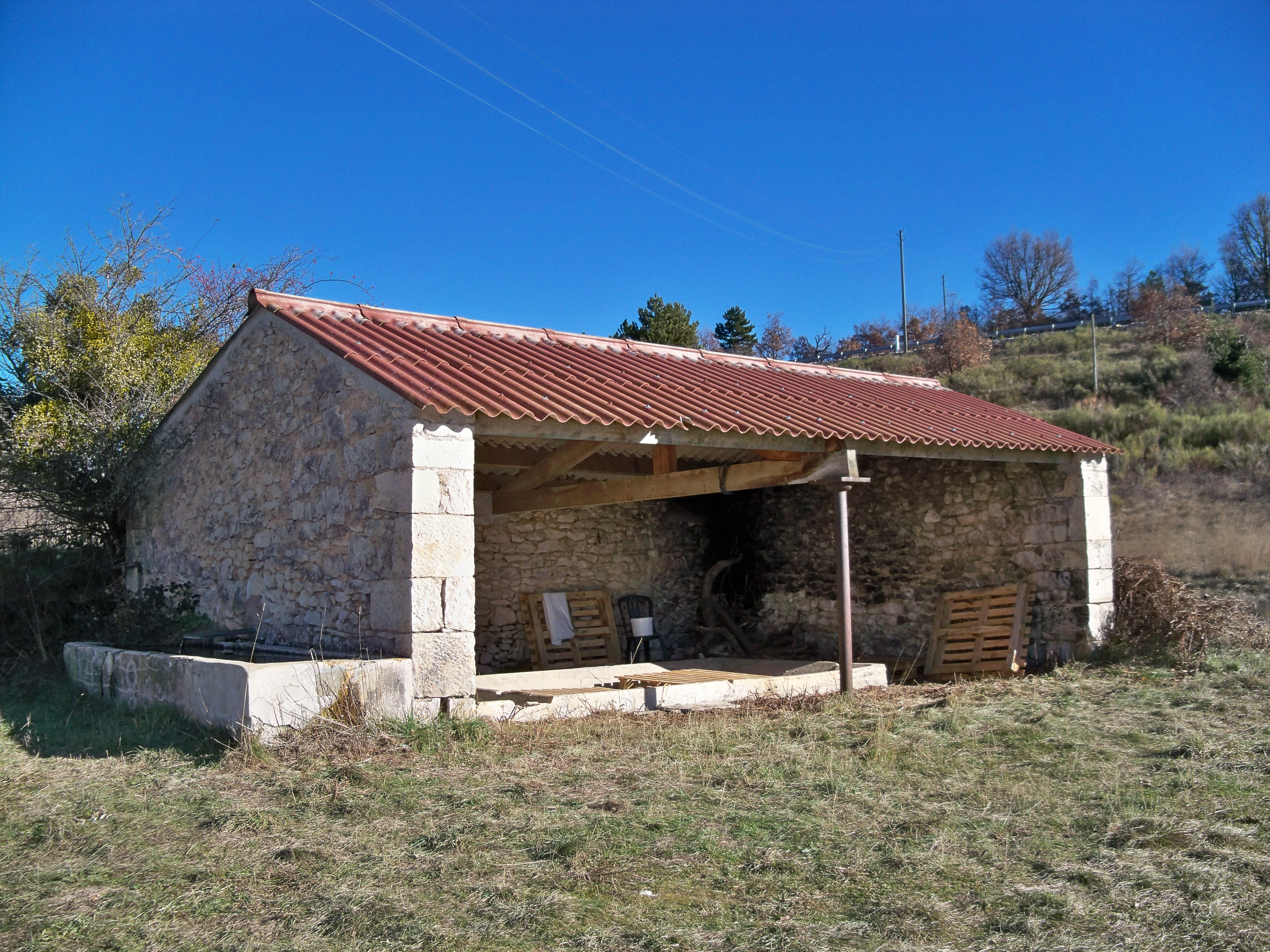
Lavoir de la Combe du Pommier

Il existe même un clivage dans la population communale entre ceux qui résident dans le village et ceux qui vivent à l'extérieur. Il marque le contraste, sans ostracisme, entre la paysannerie qui vit en quasi-autarcie dans son quartier, et l'urbanité des villageois qui ont à leur disposition sur place espaces et services publics, commerces et lieu de culte.
Sur le plateau, la dénomination de quartier s'applique a des zones habitées ou non. Il peut avoir une désignation patronymique, au Revest c'est le cas du Plan des Barruols, des Cléments, du Michalet, du Gendre et des Morards, ou une désignation géographique Combe de Bordeaux, Font d'Artigues, Combe du Pommier ou Le Médéric. Jusqu'au milieu du XXe siècle, ceux qui vivaient de ces écarts devaient, trois fois par semaine, descendre au village pour faire leurs courses et prendre leurs pains chez le boulanger à qui ils avaient fourni la farine. 

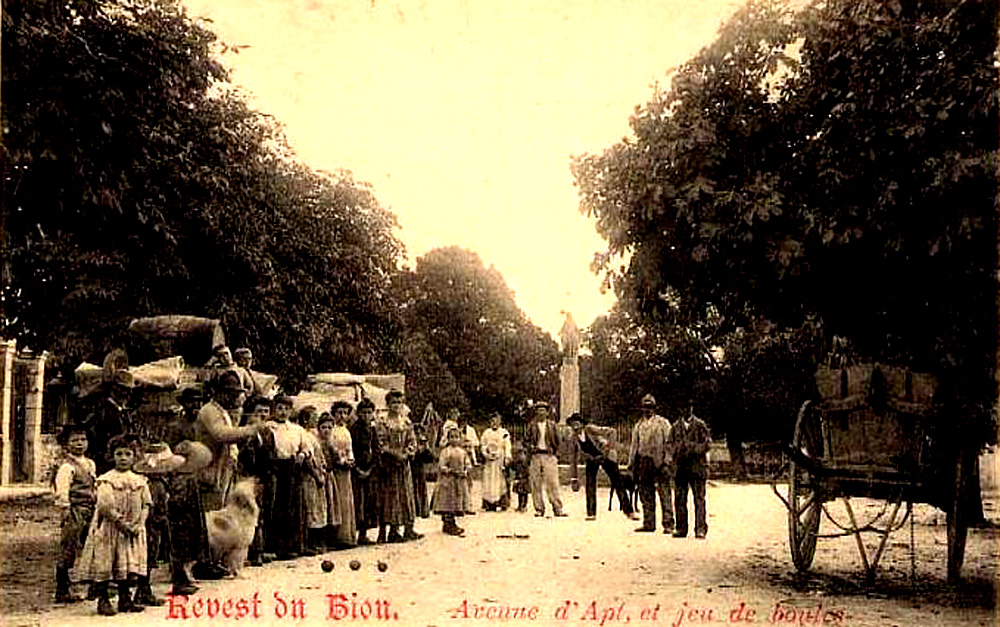
Jeu de boules sur l'avenue d'Apt au Revest-du-Bion

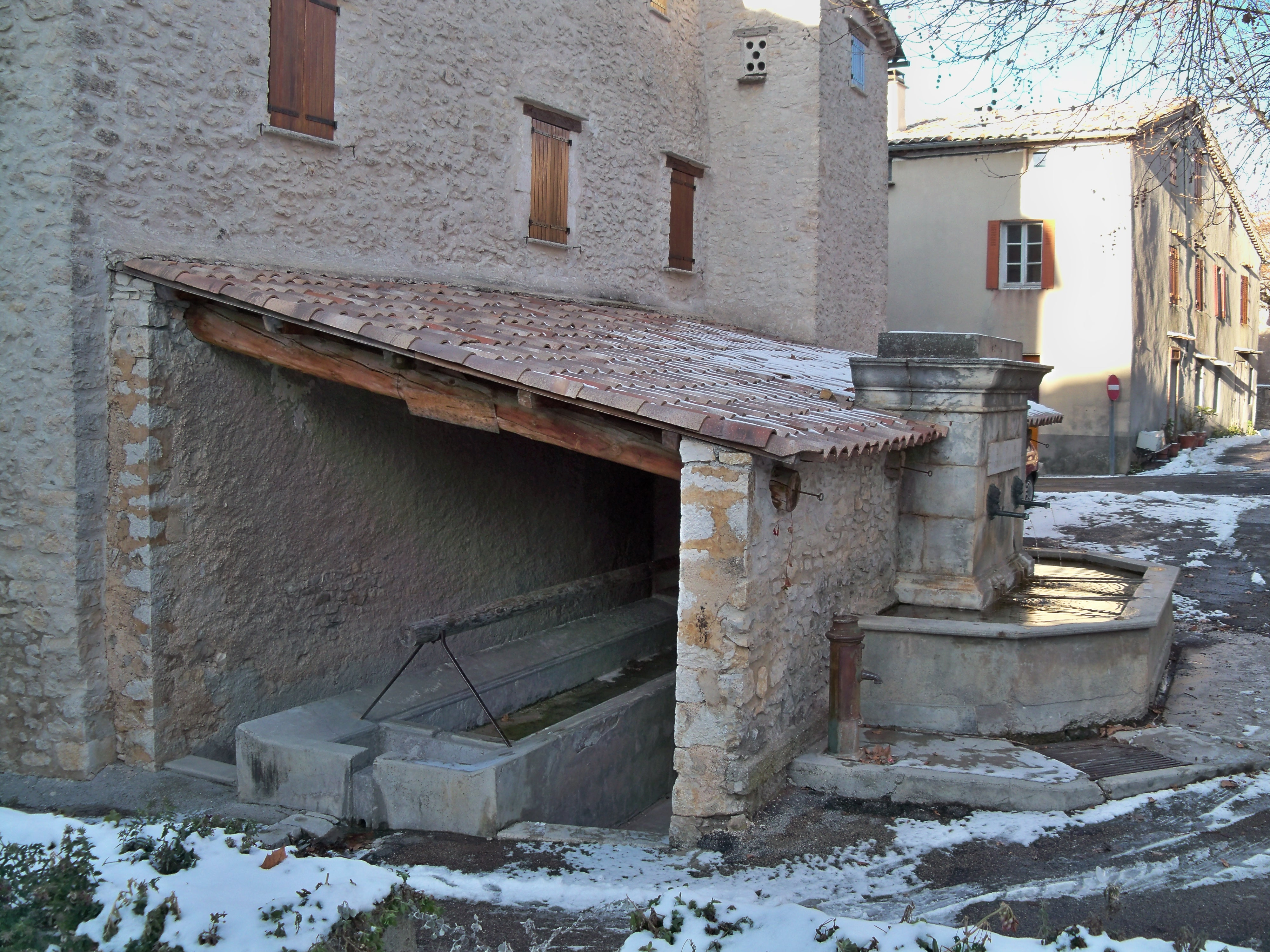
Lavoir et fontaine au Revest

C'est là qu'ils retrouvaient le « lieu central de la sociabilité villageoise », la place publique. Celle-ci concentrait dans un espace réduit un certain nombre de points attractifs. C'était un lieu de rencontre (bancs, cafés, lavoir), de loisir (terrain de pétanque), de relations économiques (commerces, services publics), un pôle des références (horloge publique) et aussi un lieu d'ostentation verbale et vestimentaire.
L'enquête a montré que dans le village, il y avait au cours des années 1970, une répartition de l'espace par sexe et classe d'âge. Aux hommes étaient réservés les cafés, le terrain de pétanque, la mairie et une place du village, les femmes se retrouvaient aux fontaines, au lavoir, dans les commerces et à l'église. Les personnes âgées séjournaient et conversaient dans des lieux toujours en retrait de ceux fréquentés par les actifs. Elles avaient leurs bancs réservés, à l’ombre l’été, en plein soleil, l’hiver. Quant aux enfants, il leur était réservé la nouvelle place du village. 

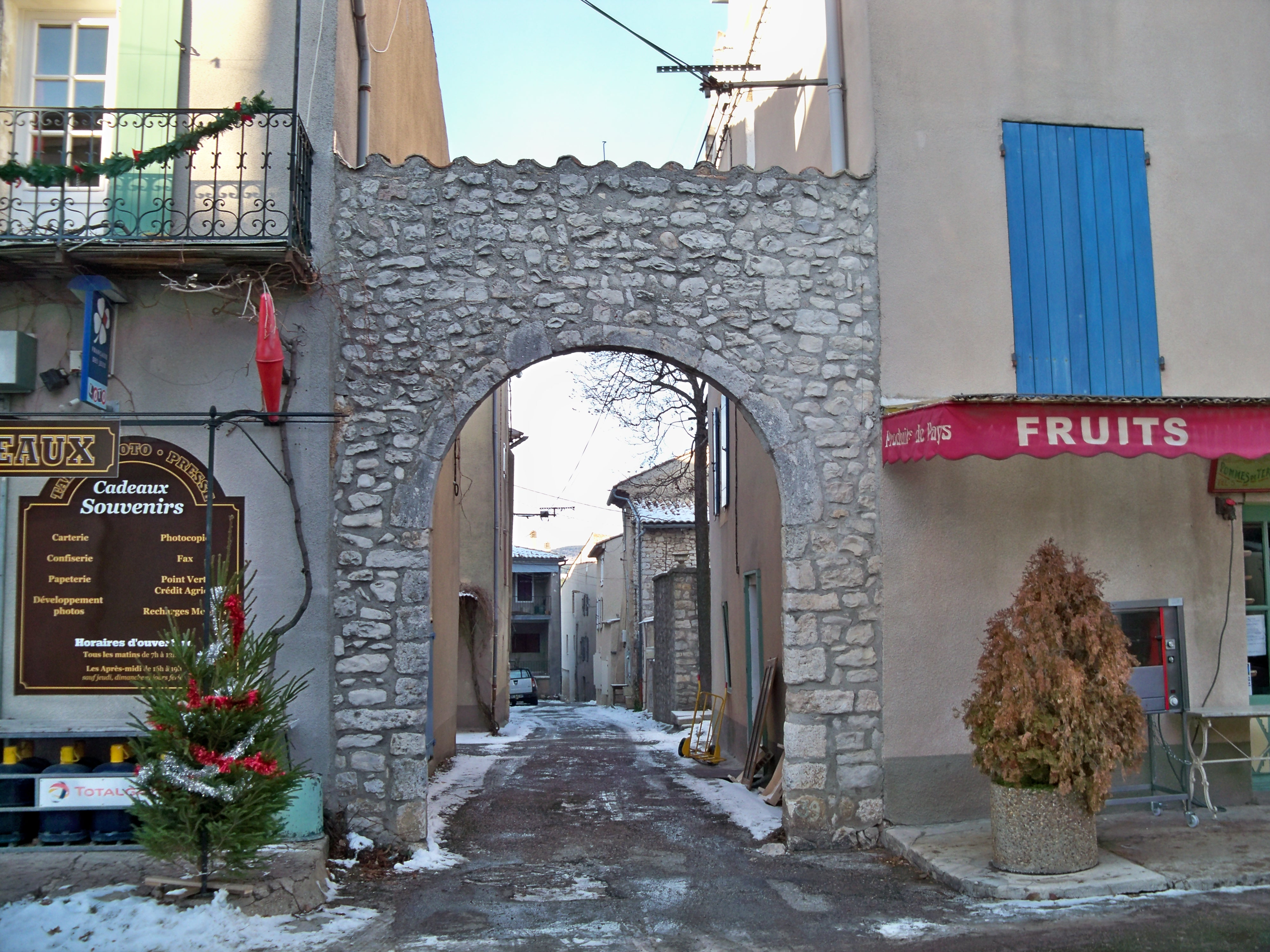
Le Portissol

Dès le début du XXe siècle, la place du Portissol joua un rôle économique. C'est là que se tenaient les quatre foires du Revest, qu'était commercialisée la lavande et que furent répartis les commerces de détail qui permettaient l'approvisionnement domestique ainsi que la vente de la production ou de la cueillette des paysans.
Blé, pommes de terre, gibier, champignons, charbon de bois et ocre étaient vendus par le commerce local, certains produits, comme les grives ou les champignons, étaient troqués contre du café, du sucre, du chocolat, du savon ou des conserves. 

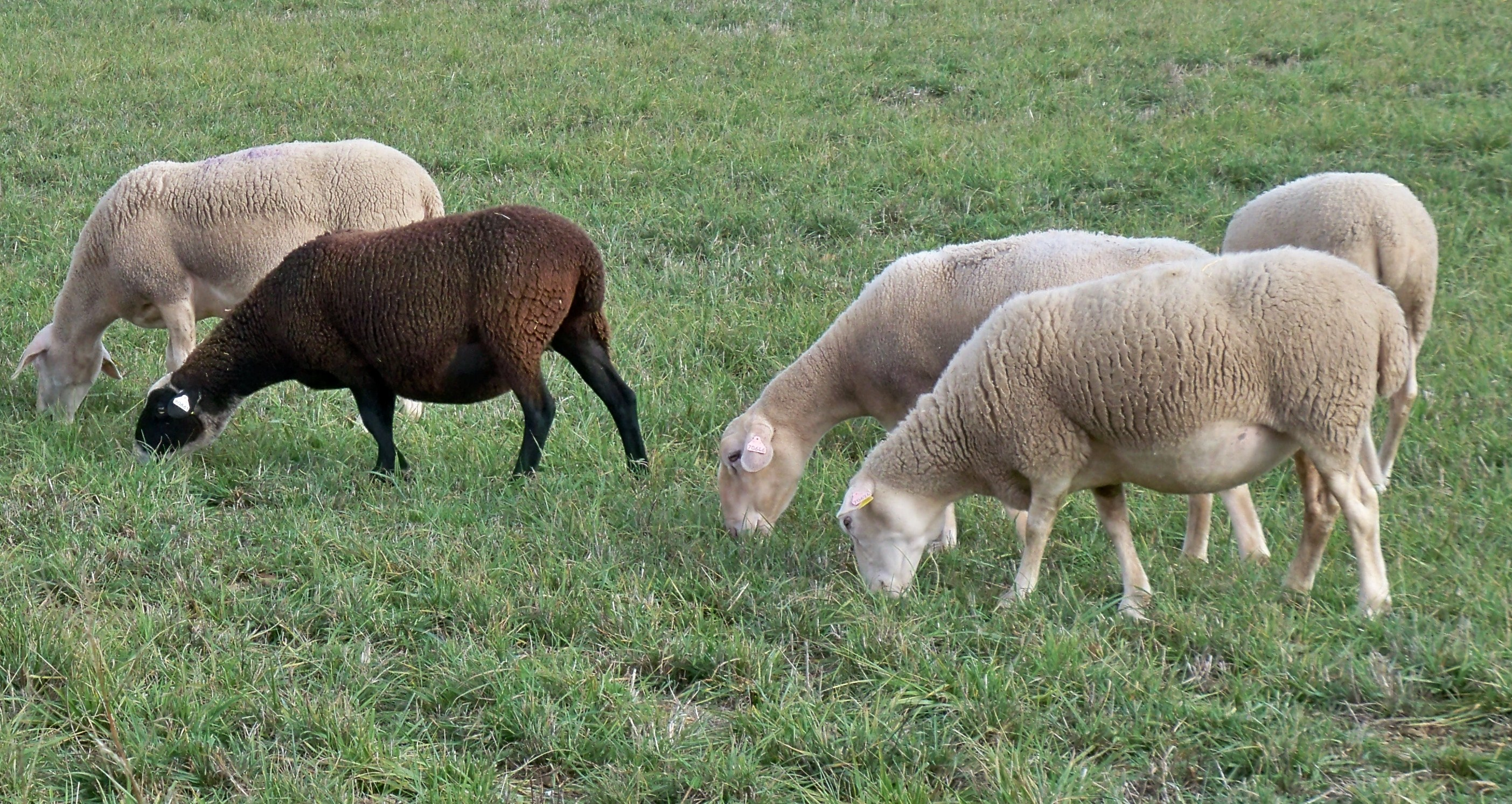
Élevage d'ovins selon la pratique de l'élevage extensif

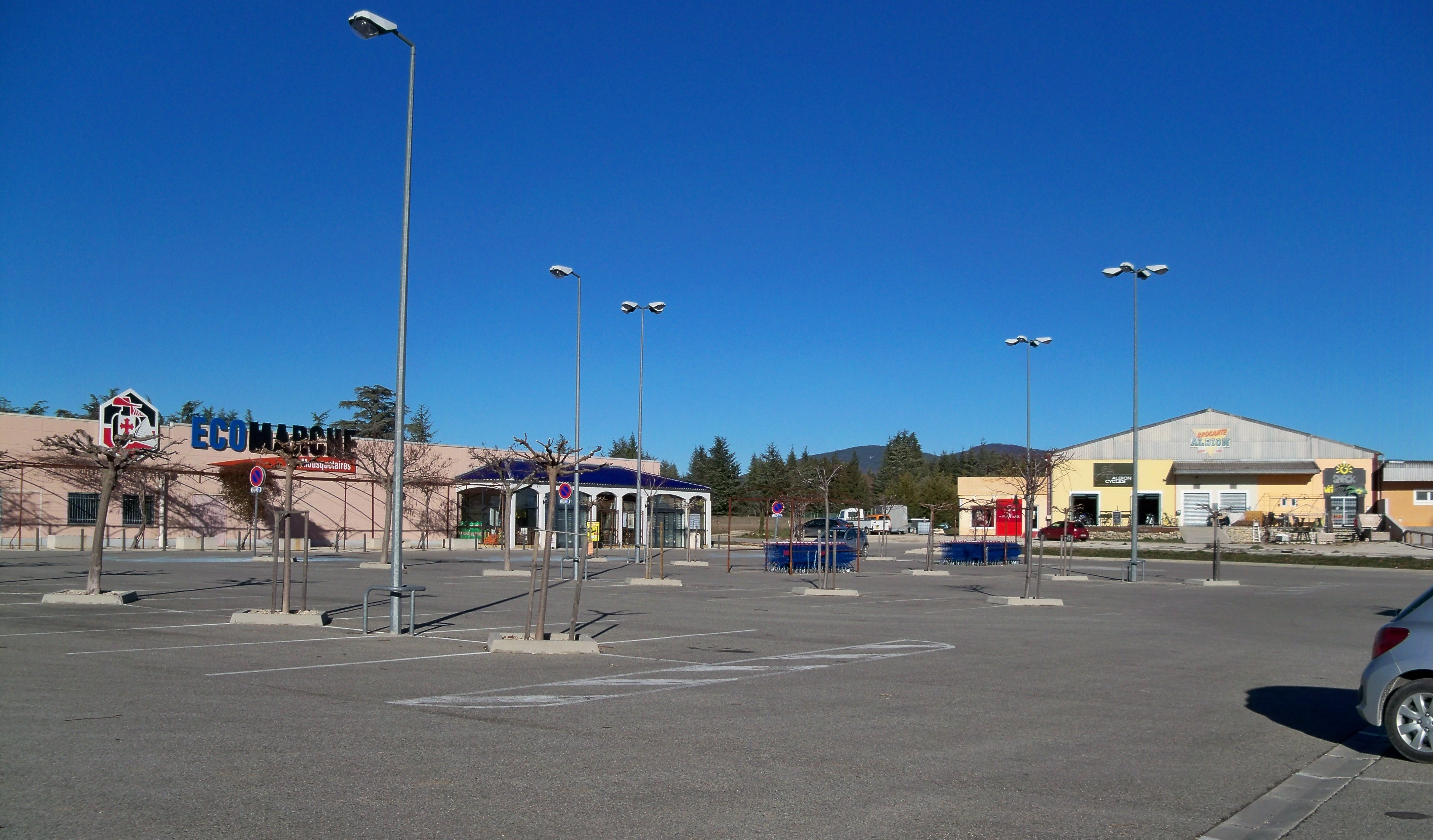
Zone commerciale de Sault

Si dans la seconde moitié du XXe siècle, l'approvisionnement ne se faisait plus uniquement au village, celui-ci jouait toujours son rôle pour la vente des céréales, de la laine, de la paille, du fourrage et des amandes. Tous ces produits transitaient par l'intermédiaire d'un courtier du Revest. Le miel, les champignons, les fromages, les œufs et les volailles étaient revendus en partie par les commerçants de la place du Portissol. Les pommes de terre étaient revendues à Saint-Christol, les agneaux et la laine à Sault, les grives et les champignons à la conserverie de Saint-Trinit. Quant à la lavande elle était commercialisée par l'intermédiaire des courtiers de Séderon, Sault ou Carpentras. La grande mutation s'est faite à la fin des années 1960 avec l'apparition à Sault, seule ville du plateau, de moyennes surfaces puis la création de la zone commerciale qui suivit.

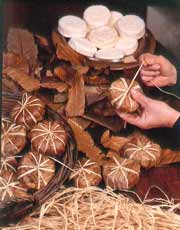
Tommes de banon

Sur les communes du plateau d'Albion, à la fin du XIXe siècle et au début du XXe siècle, se déroulaient nombre de foires, mais les Revestois ne fréquentaient quasi exclusivement que celles de leur village. Les seules exceptions étaient celles de Sault (Rameaux, Saint-Jean, Notre-Dame et Sainte-Catherine), celle des Tommes qui se tenait à Banon pour la Saint-Pierre ainsi que la foire aux chevaux de Barret-de-Lioure. Même si le village est montagnard par son altitude (950 mètres), il est situé sur un plateau permettant des communications faciles avec ses voisins. La centralité du village sur le plateau lui permit d'avoir quatre foires par an, dont la plus importante était celle des Machottes, au début juillet. Les foires attiraient paysans et bergers du Contadour, de Banon, de Sault, des Ferrassières et de Saint-Christol. Elles jouaient un rôle important pour l'achat des chevaux et la vente des agneaux ; en ces occasions, un notaire de Banon venait au Revest pour enregistrer les transactions.
Au Revest, où règne majoritairement la grande propriété, compte tenu des rigueurs du climat et des différences de fertilité des sols, les exploitations agricoles se sont réparties sur les différents terroirs communaux (landes, bois, prés, terres labourables). Ce partage des différents finages est le corollaire du droit ancestral à l'eau et aux parcelles irrigables. Toutes les sources, puits, aiguiers et fontaines sont des propriétés communales. 

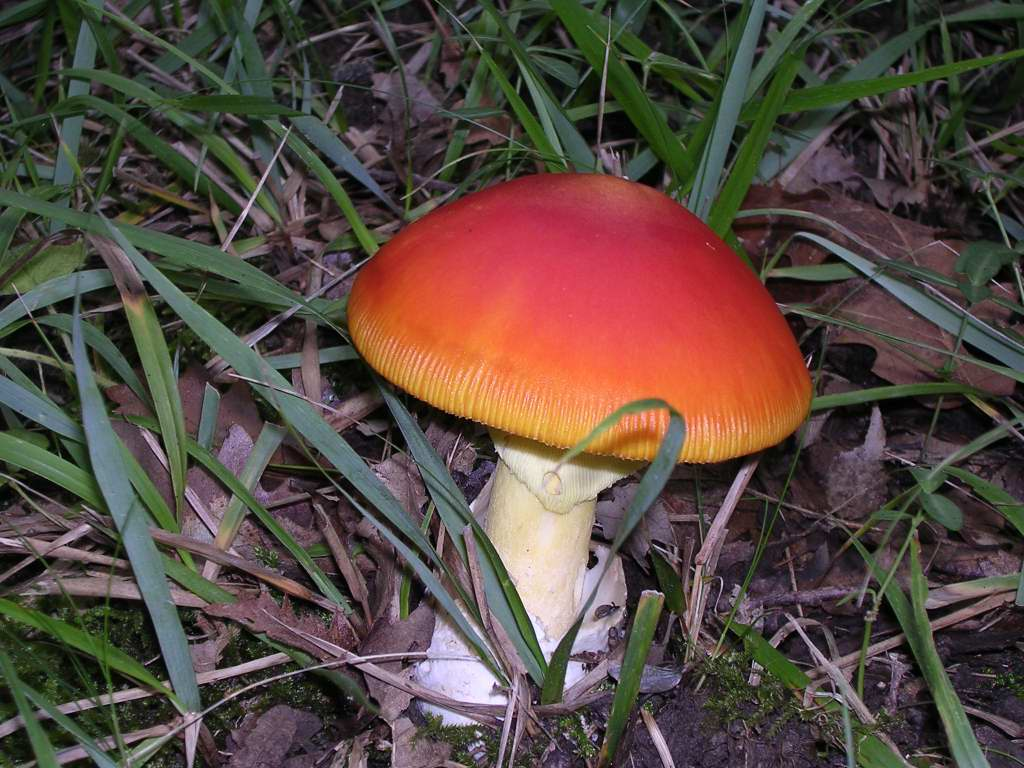
Oronge

Les landes et les bois — pour la chasse et la cueillette (champignons et châtaignes) — ainsi que les drailles — pour le passage des troupeaux — ont une gestion originale, compte tenu de leur importance économique. Pour la chasse, par exemple, cela se traduit par des cotisations progressives imposées par les associations gestionnaires. Les propriétaires des terres communales ne payent qu'un minimum, tandis que les chasseurs n'ayant aucun lien avec la commune versent les plus grosses cotisations. Entre, existent des gradations de tarif pour le résident non-propriétaire, pour ceux qui sont originaires du Revest mais non-résidents ou pour la parentèle d'un propriétaire. Il en est de même pour la cueillette des châtaignes et des champignons.
Cette protection de la propriété communale se traduit aussi au niveau de la propriété familiale et singulièrement pour la maison, domaine essentiellement féminin. Être invité à entrer est le fruit de tout un rituel préliminaire et de longues palabres qui se conclut parfois par un « Achevez d'entrer ».
| Revest-du-Bion | Total mariages | Mariages endogamiques | Mariages exogamiques |
| -------------- | -------------- | --------------------- | -------------------- |
| 1853-1862      | 75             | 32                    | 43                   |
| 1883-1898      | 94             | 41                    | 53                   |
| 1921-1941      | 74             | 11                    | 63                   |
| 1963-1970      | 45             | 1                     | 44                   |

L'examen des aires matrimoniales a démontré qu'en un siècle il y a eu un bouleversement des rapports des habitants de la commune avec celles de l'extérieur. Le mariage endogamique (entre un couple du Revest ou du plateau d'Albion) a cédé le pas à l'exogamique avec des conjoints résidant à plus de 30 kilomètres. Jusqu'en 1940, les « aires matrimoniales » collaient parfaitement à une zone de relations économiques limitée au plateau. Après la seconde Guerre mondiale cette limitation a commencé à voler en éclats pour atteindre une autre ampleur avec l'arrivée massive de la main-d'œuvre nécessaire à la création des infrastructures de la base et silos à missiles.

## Économie

### Aperçu général
En 2009, la population active s’élevait à 257 personnes, dont 29 chômeurs (19 fin 2011). Ces travailleurs sont majoritairement salariés (79 %) et travaillent majoritairement dans la commune (67 %), ce qui est assez rare. Le secteur tertiaire est de loin le premier employeur de la commune.

### Agriculture
Fin 2010, le secteur primaire (agriculture, sylviculture, pêche) comptait 24 établissements actifs au sens de l’Insee (exploitants non-professionnels inclus) et aucun emploi salarié.
Le nombre d’exploitations professionnelles, selon l’enquête Agreste du ministère de l’Agriculture, est de 14 en 2010. Il était de 19 en 2000, de 37 en 1988. Actuellement[Quand ?], ces exploitants sont essentiellement tournés vers l’élevage ovin et bovin. De 1988 à 2000, la surface agricole utile (SAU) a légèrement augmenté, de 1 905 à 2 048 ha. Elle est ensuite restée stable dans les années 2000, à 2 015 ha.
La commune de Revest-du-Bion est située dans le périmètre de deux labels appellation d'origine contrôlée (AOC), huile essentielle de lavande de Haute-Provence et banon, et de dix-neuf labels indication géographique protégée (IGP) dont quatorze concernent les vins alpes-de-haute-provence (IGP) blanc, rouge et rosé et VDP de Méditerranée mousseux ou primeur blanc, rouge et rosé, les cinq restants étant le petit épeautre et sa farine, le miel de Provence, l’agneau de Sisteron, et les volailles de la Drôme.
- Productions agricoles de Revest-du-Bion[réf. nécessaire].

Productions agricoles de Revest-du-Bion.
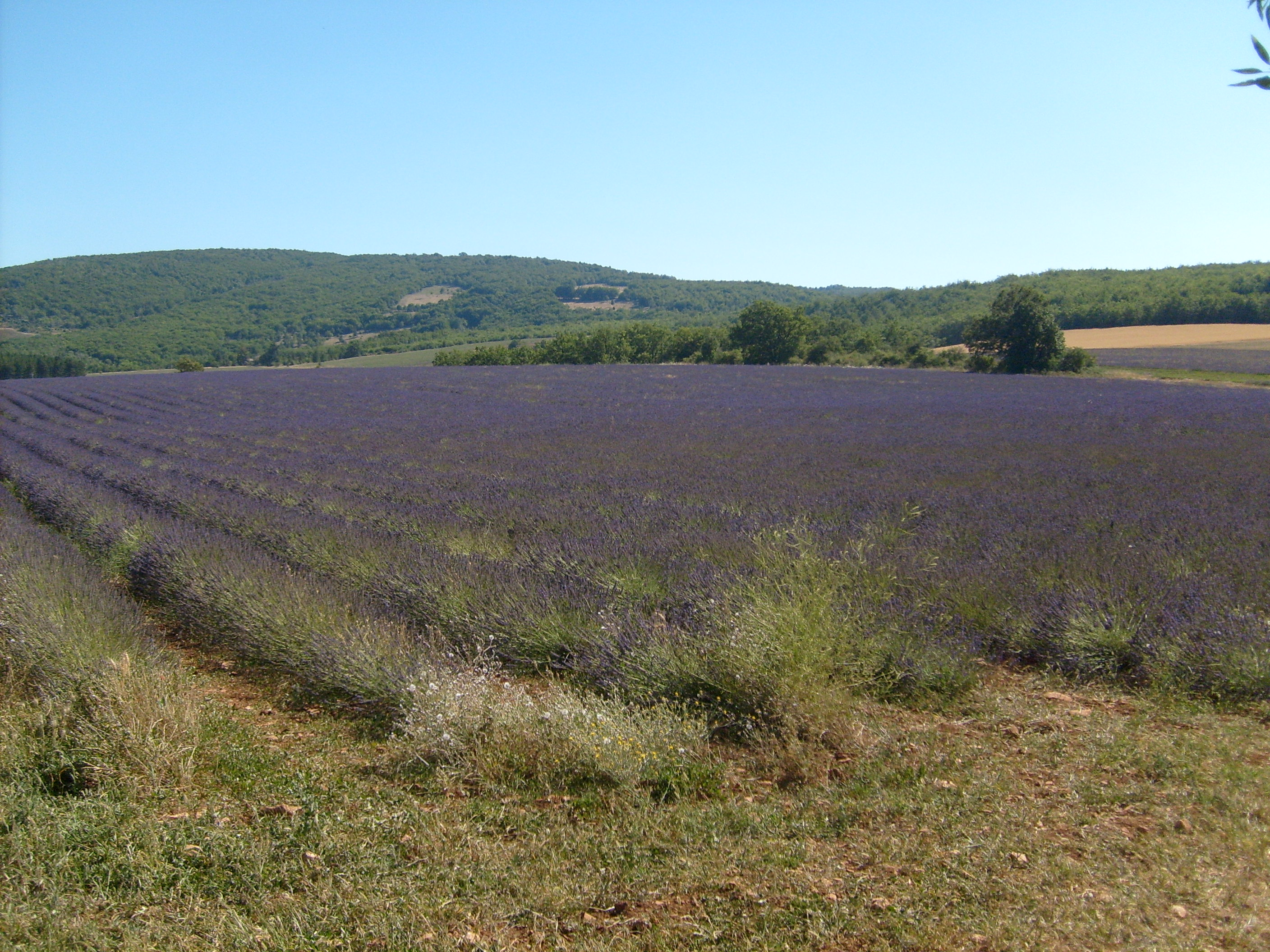
Champ de lavande sur le plateau d'Albion
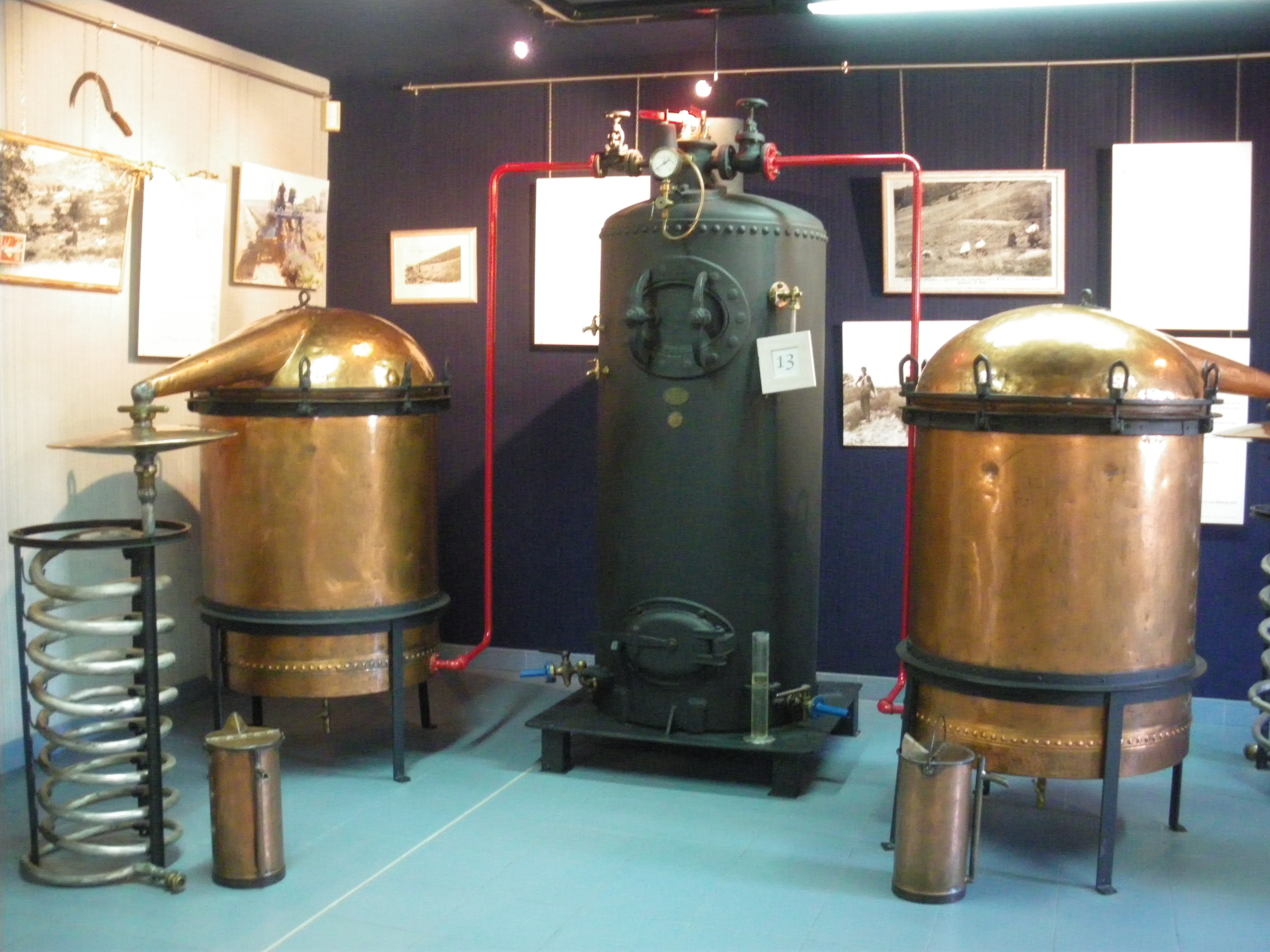
Alambics pour distiller la lavande
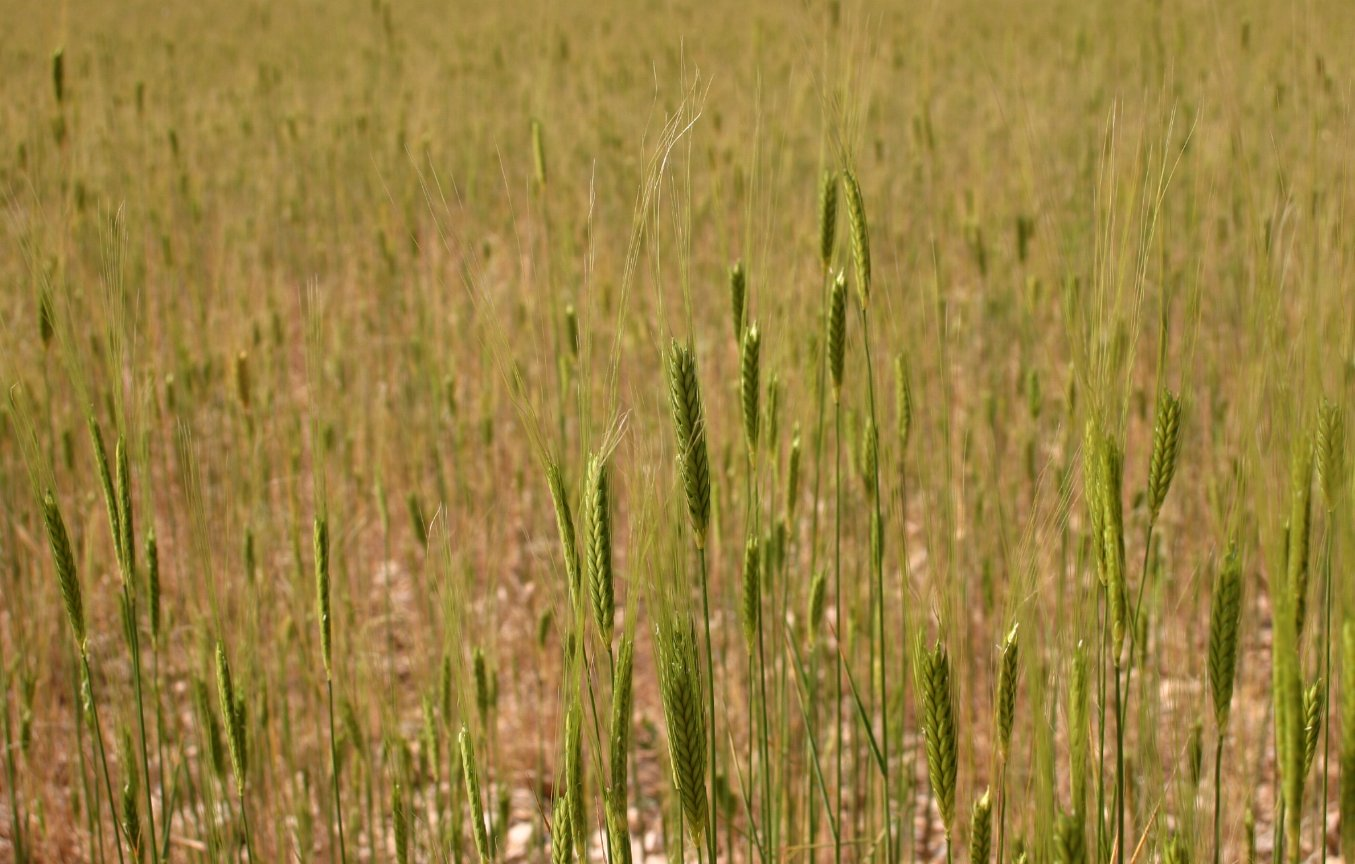
Petit épeautre
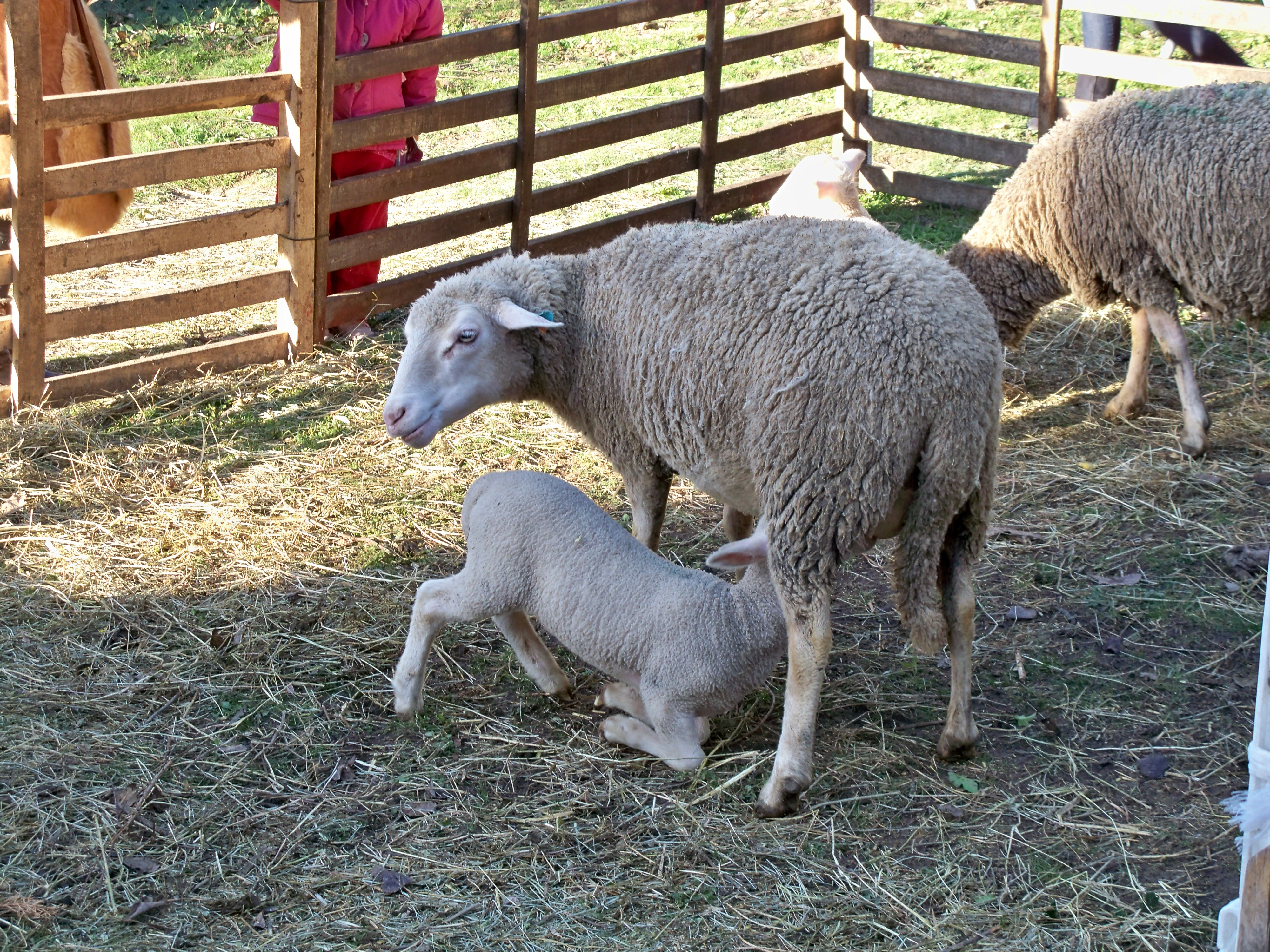
Agneau de Sisteron élevé sous sa mère
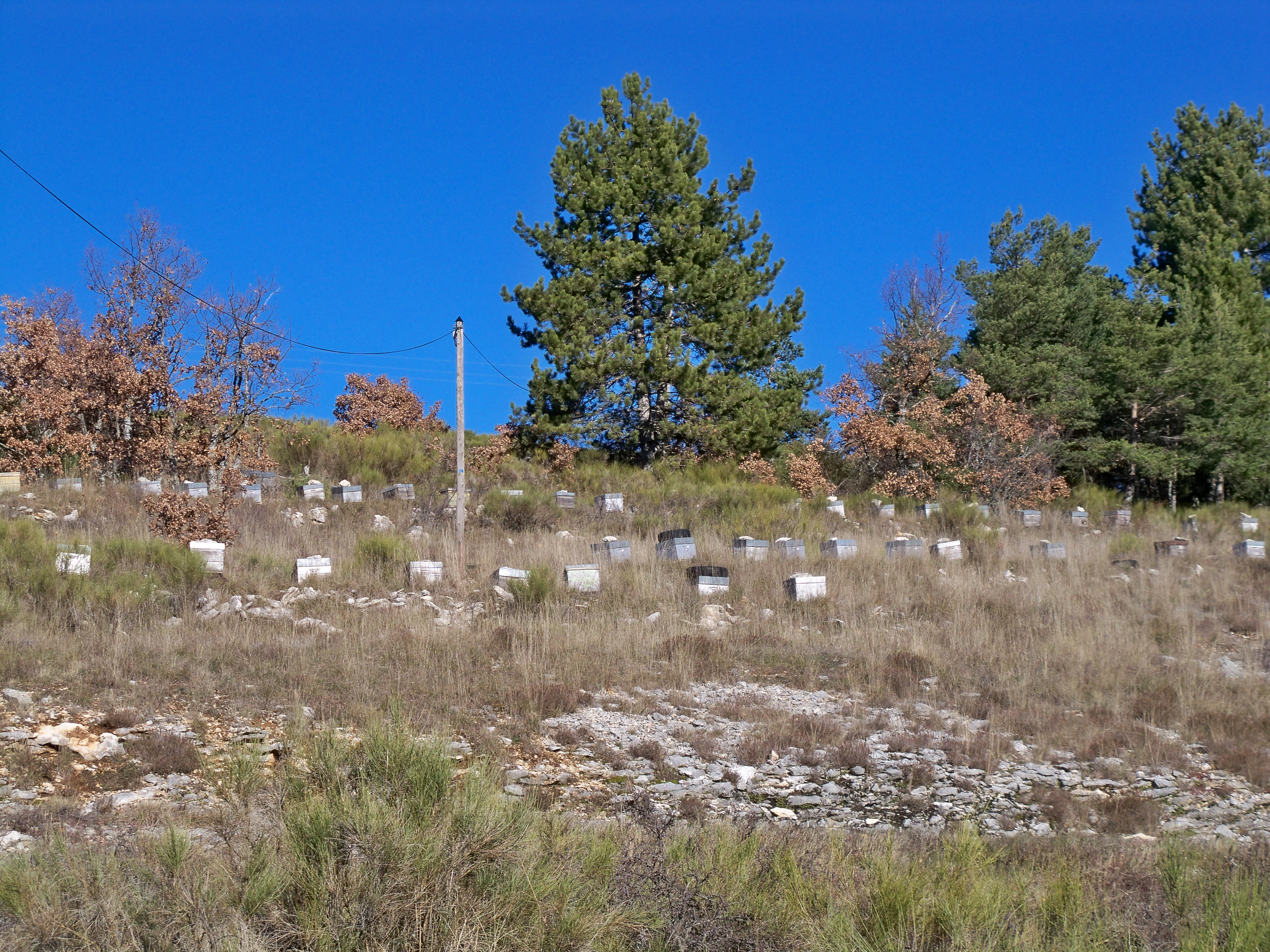
Ruches à la Combe du Pommier
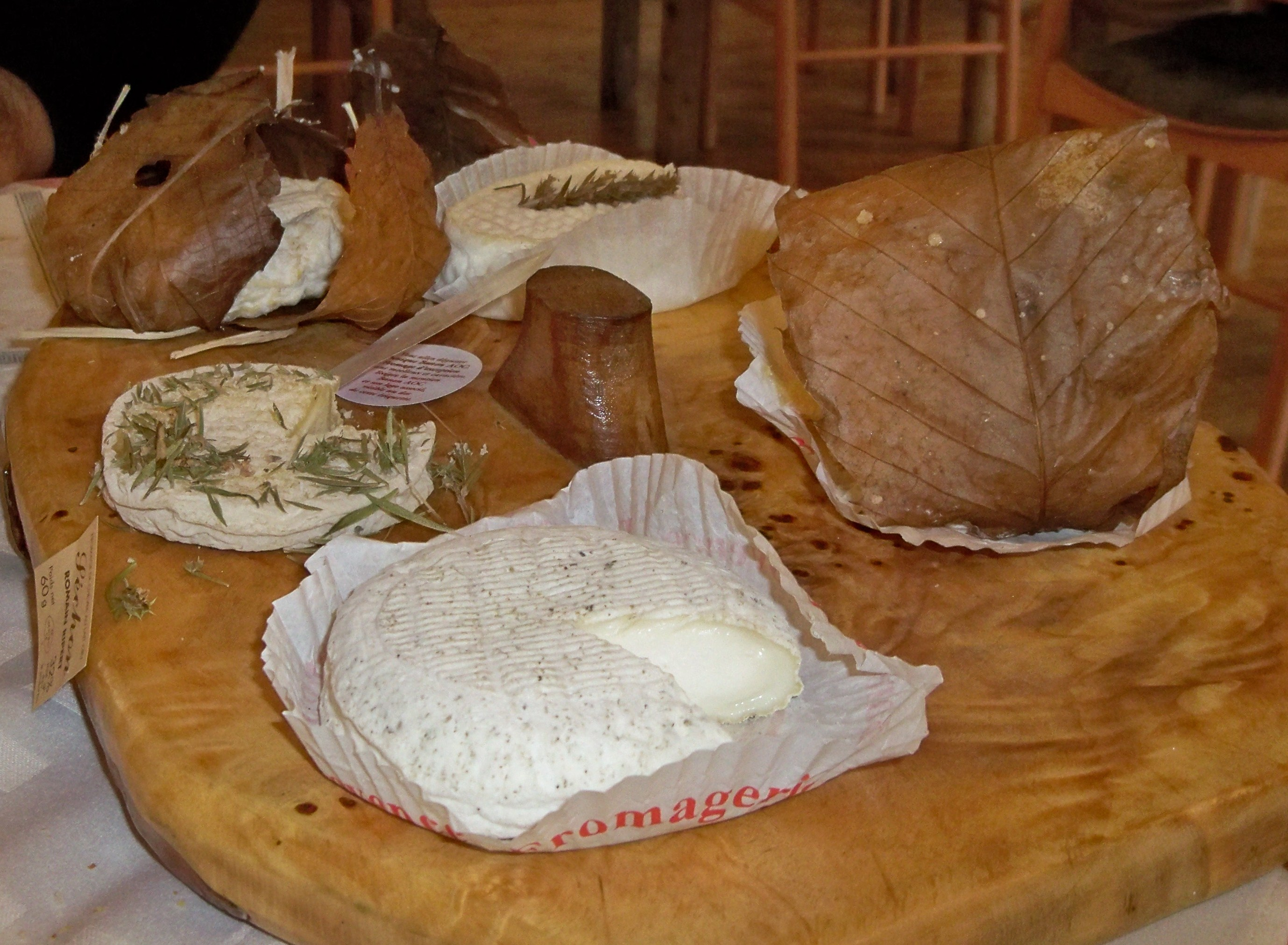
Plateau d'AOC Banon dans un restaurant de Revest-du-Bion

### Artisanat et industrie
Fin 2010, le secteur secondaire (industrie et construction) comptait 15 établissements, employant 38 salariés.
Eco Delta a installé une centrale solaire photovoltaïque sur la base de lancement de missiles du plateau d'Albion en novembre 2010. D’une puissance d’1,2 mégawatt en crête, elle occupe 3 ha.

### Activités de service

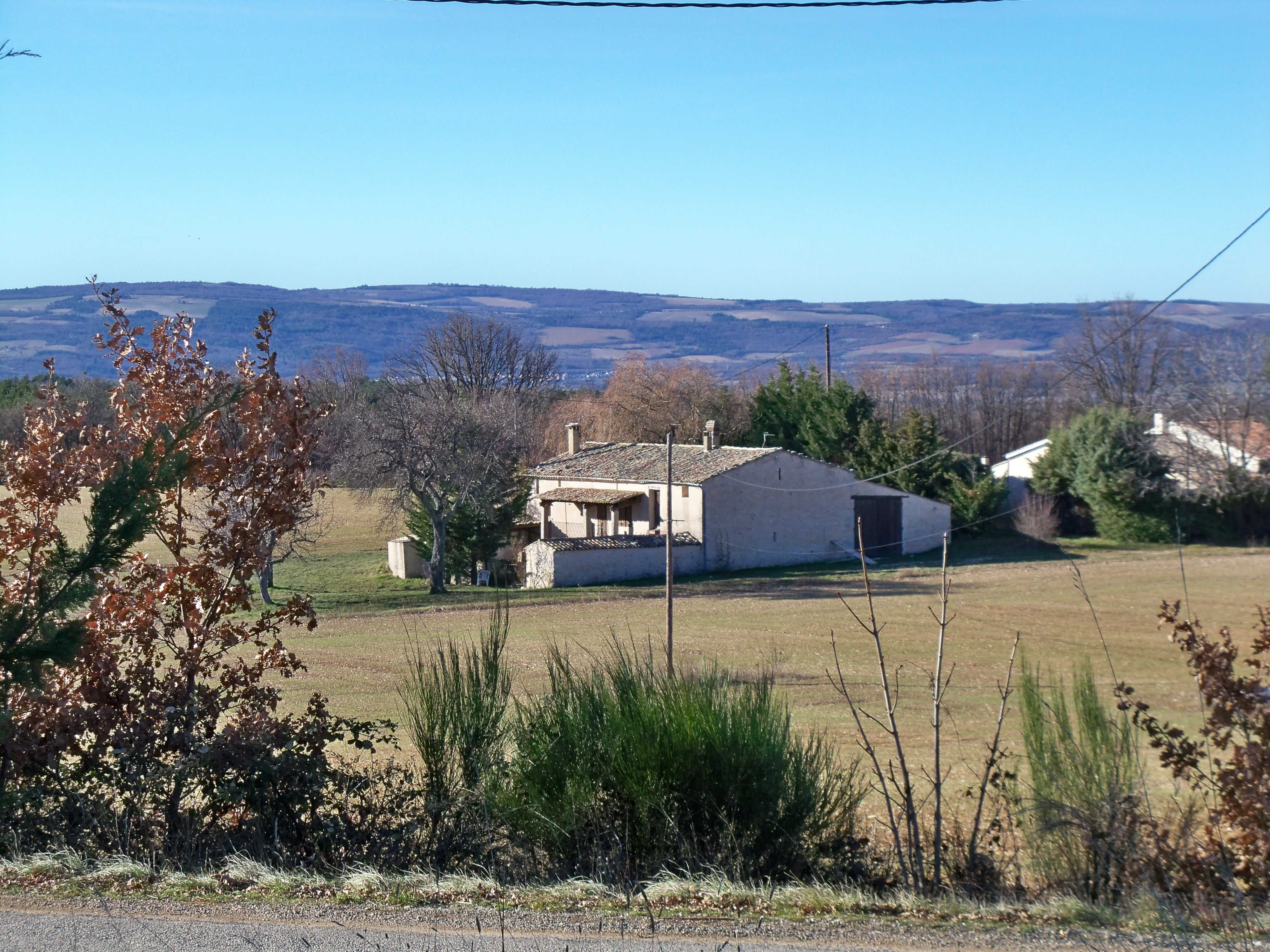
Gîte rural au Revest

Fin 2010, le secteur tertiaire (commerces, services) comptait 26 établissements (avec 10 emplois salariés), auxquels s’ajoutent les huit établissements du secteur administratif (regroupé avec le secteur sanitaire et social et l’enseignement), salariant 74 personnes.
D'après l’Observatoire départemental du tourisme, la fonction touristique est d’une importance moyenne pour la commune. Plusieurs structures d’hébergement à finalité touristique existent dans la commune :
- un camping classé une étoile[74] avec une capacité de 20 emplacements[75] ;
- plusieurs meublés labellisés[76] et non-labellisés[77] ;
- des chambres d’hôtes[78] ;
- un gîte[79],[Bar 6].

Les résidences secondaires apportent un complément à la capacité d’accueil : au nombre de 107, elles représentent 26 % des logements. Parmi les résidences secondaires, 10 possèdent plus d’un logement,.
L’Étang, à l’ouest du village, a été réaménagé en aire de pique-nique il y a quelques décennies.
Plusieurs commerces d'alimentation sont présents sur la commune : épicerie, boucherie, boulangerie, fromager (vente à la ferme). Bar, restaurant et presse tabac sont également représentés.

Commerces de Revest-du-Bion.
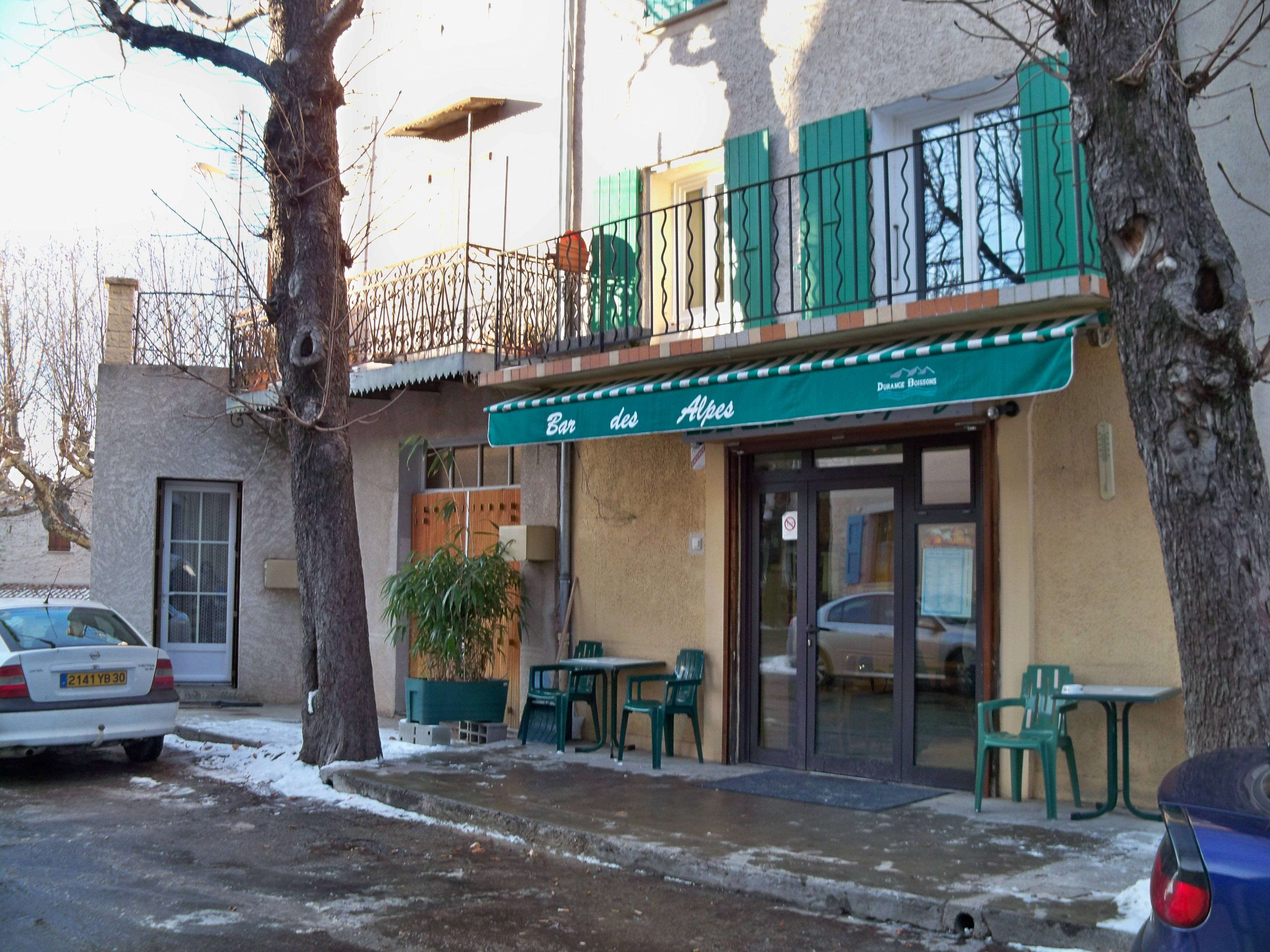
Bar.
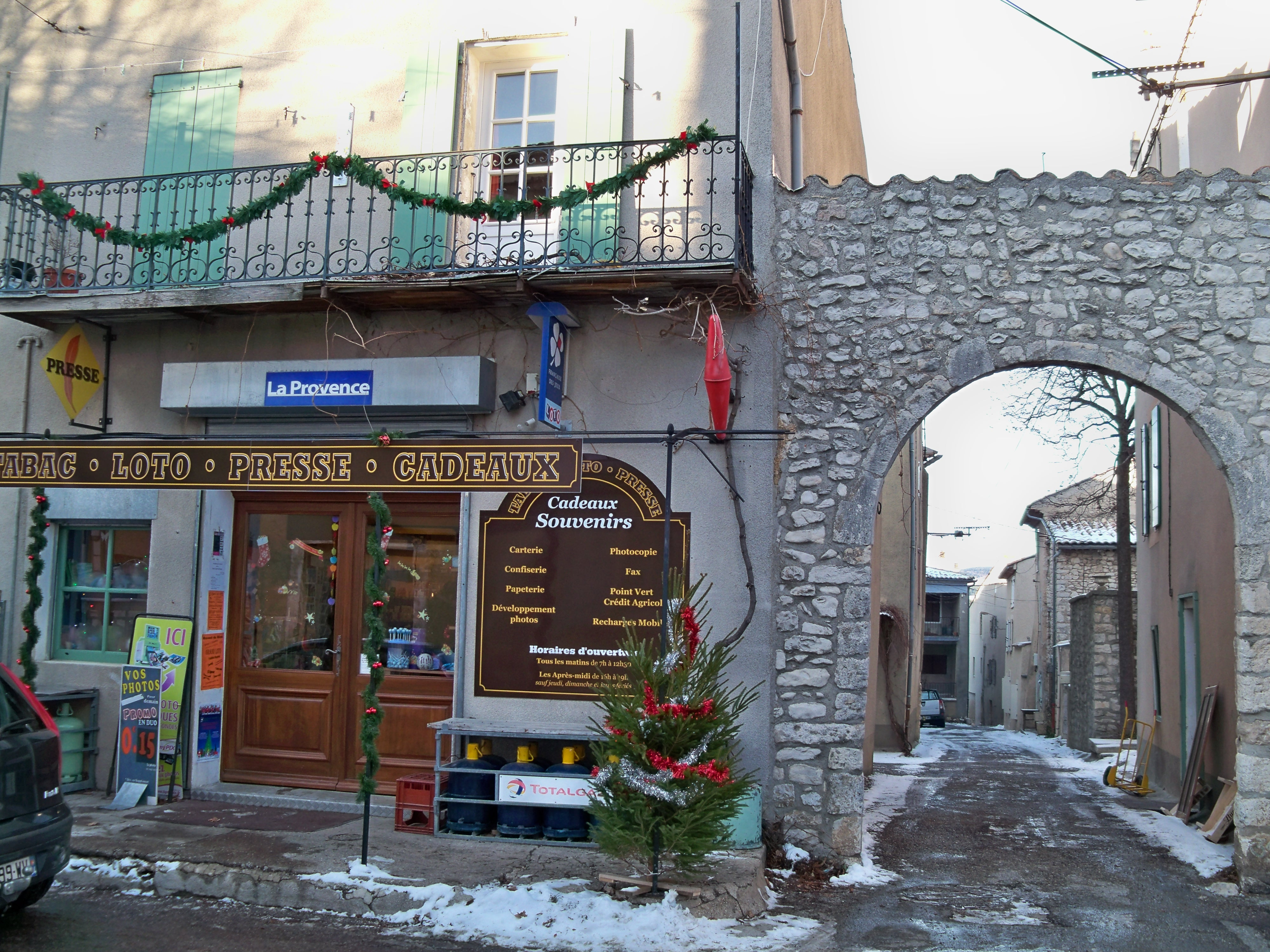
Buraliste.
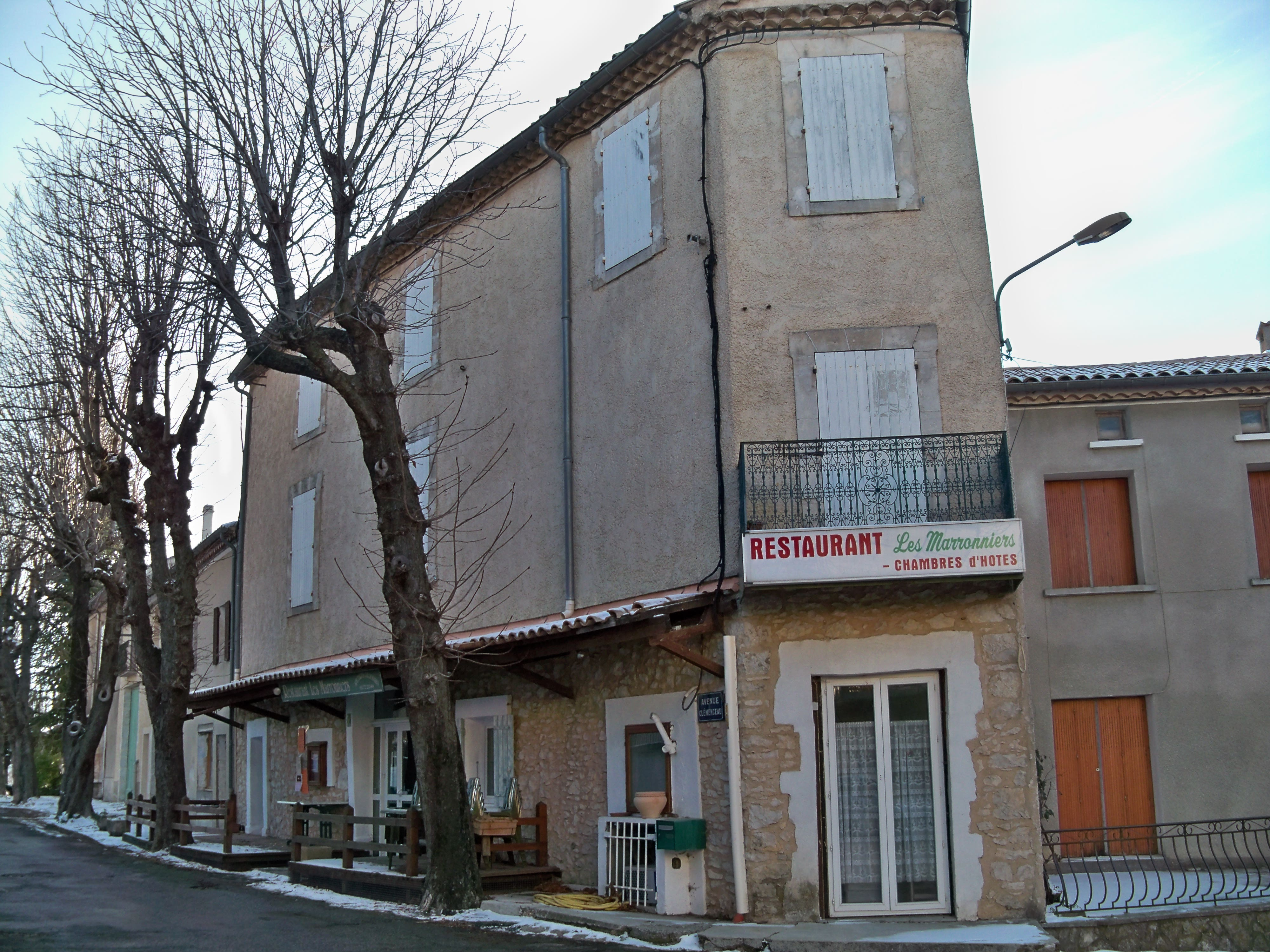
Restaurant.

Une foire à la châtaigne a lieu au Revest-du-Bion.

## Culture locale et patrimoine

### Littérature
Jean Giono a fait du Revest le village des frères Jason dans son roman Les deux cavaliers de l'orage.

### Lieux et monuments

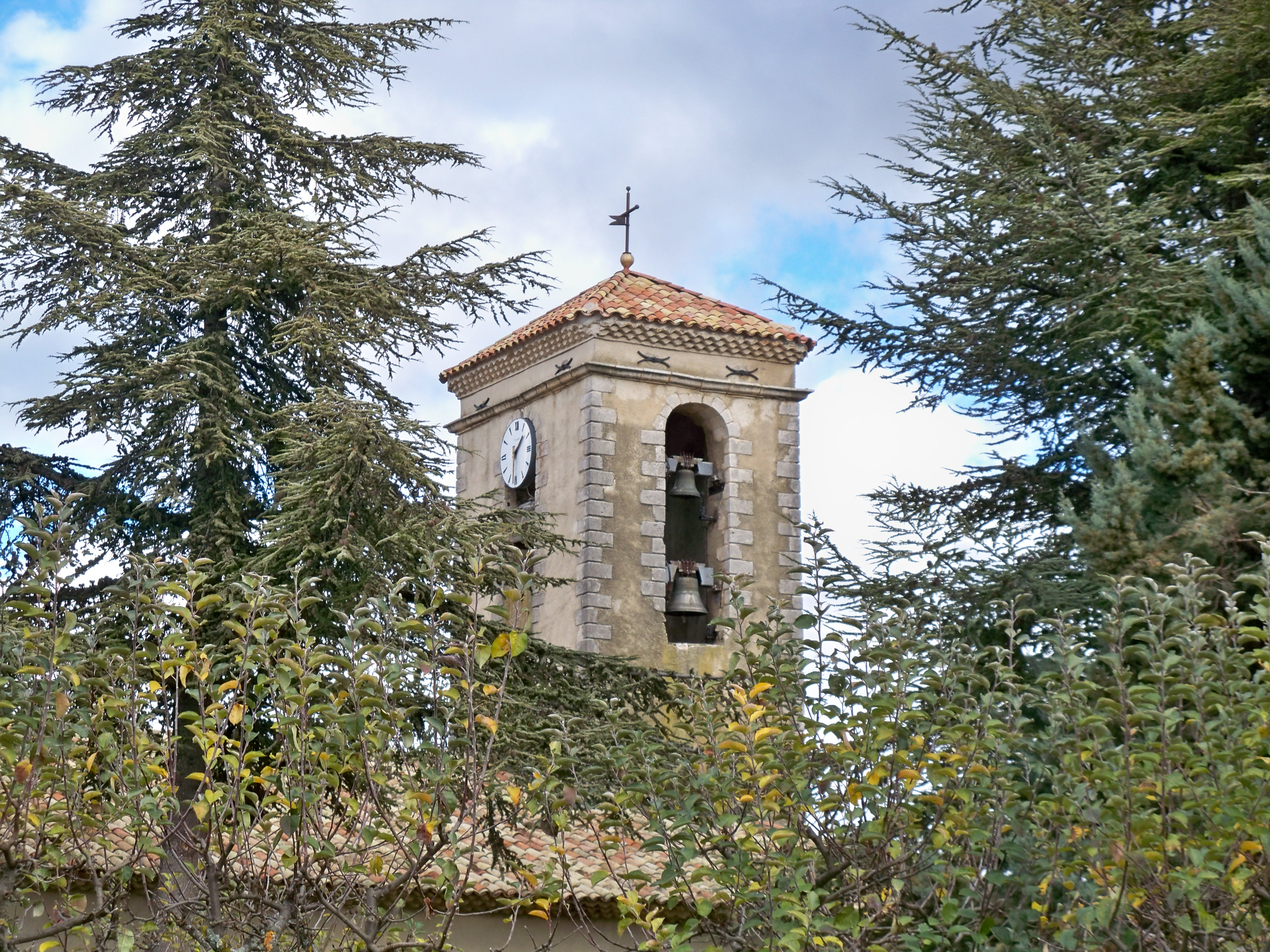
Clocher de l'église Saint-Clair.

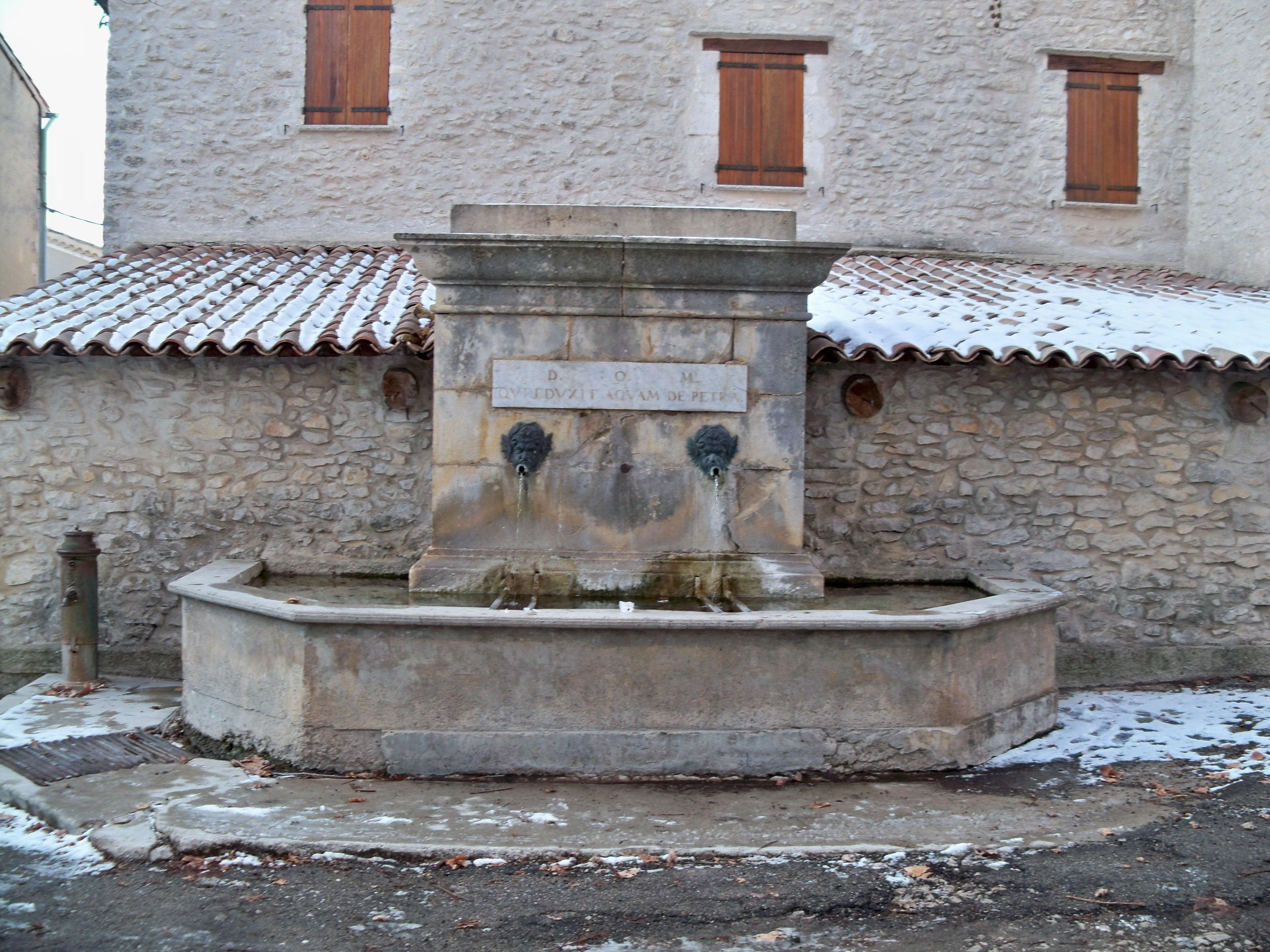
La fontaine du village adossée au lavoir communal.

L'église paroissiale Saint-Clair, qui a pris la place de l'ancienne prieurale, a gardé très peu de vestiges romans. Elle est de style gothique : sa nef est voûtée en berceau dont la brisure est très accentuée ; le chœur à chevet plat est voûté sous croisée d'ogives. Le portail occidental est en plein cintre. Elle date de la fin du XVe siècle et du début du XVIe. Les bas-côtés sont ajoutés au XVIIe. Le clocher est une tour construite au-dessus du chœur en 1675.
Le château qui se trouve au milieu du village date du XVIIe siècle. Mais sa structure a été absorbée dans les habitations. Seule reste intacte une tour d'angle circulaire. Le village a gardé quelques restes des remparts de 1546, dont deux tours et le portail de Portissol.
Il se trouve un pigeonnier à l’Argaud. Une croix de fer forgé, plantée dans la campagne, date de 1840, et un lavoir-fontaine à l'intérieur du village a été édifié au début du XXe siècle.

### Habitat traditionnel
Les différentes formes d’habitat traditionnel provençal sont représentées dans la commune : village perché avec maisons en hauteur, où hommes et bêtes vivaient sous le même toit, mais aussi des maisons isolées dans les collines. Au XIXe siècle se sont ajoutées hors du village des maisons à terre. Toutes ces constructions sont pensées pour les besoins agricoles : terrasse pour sécher les fruits, grenier pour serrer le foin et le grain.

Constructions traditionnelles de Revest-du-Bion.
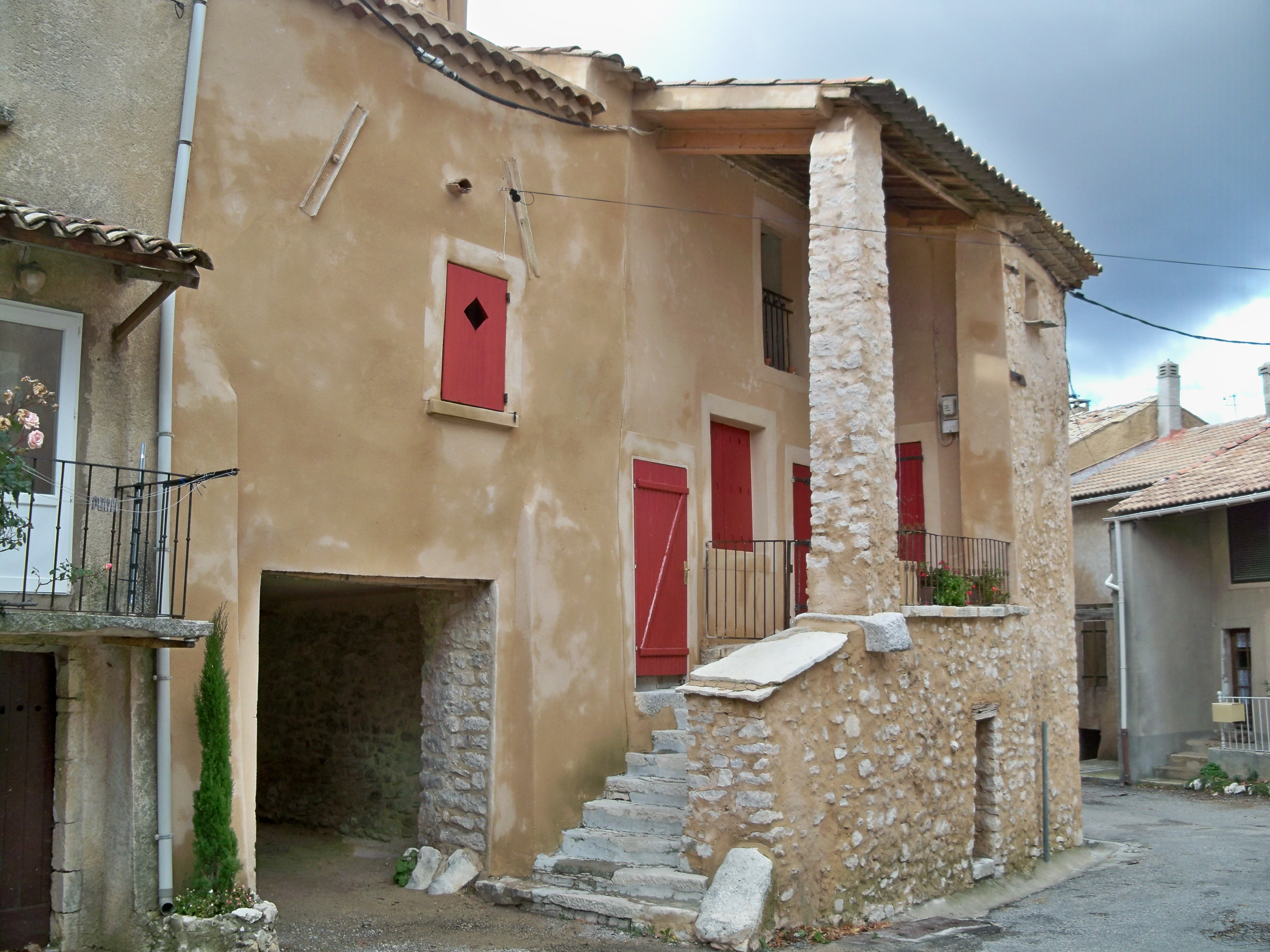
Maison en hauteur à l'intérieur du village.
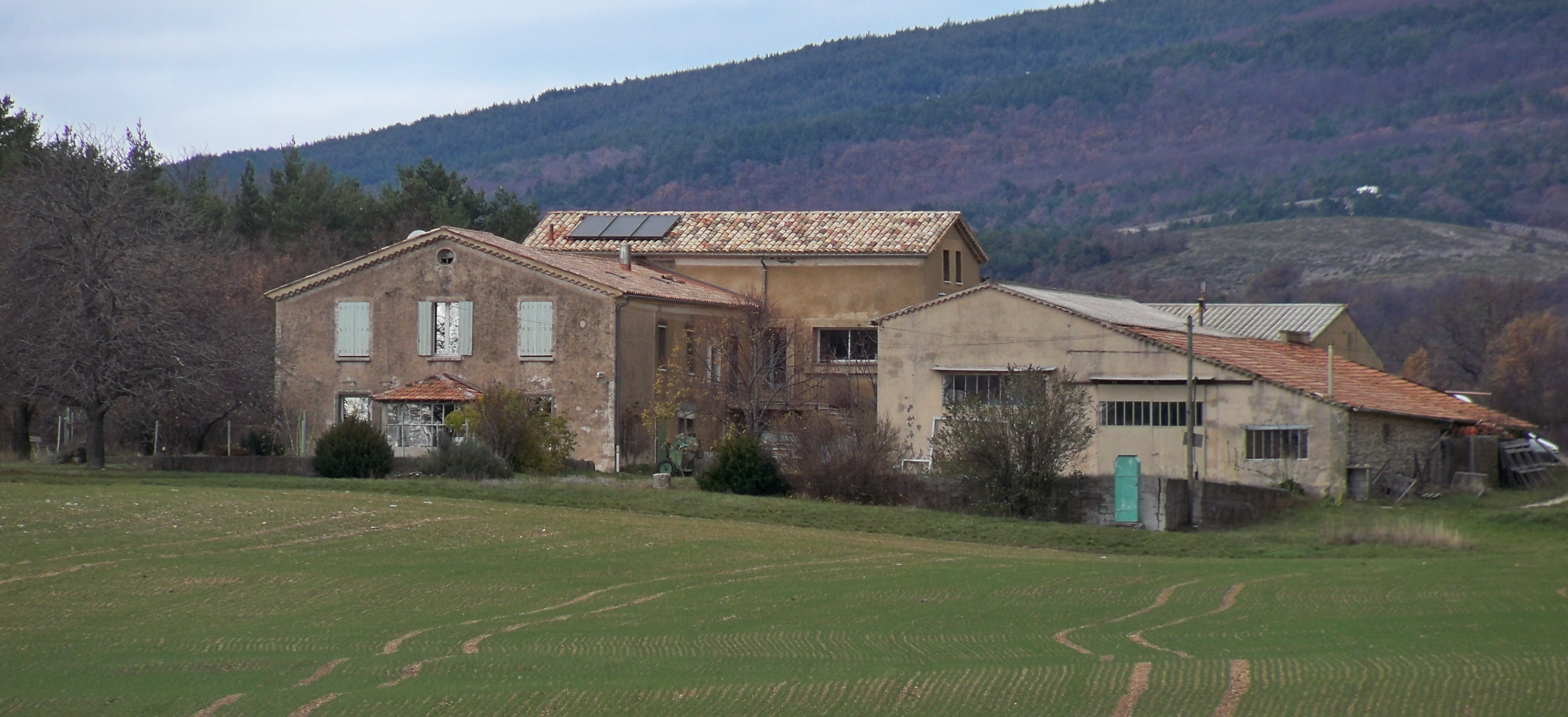
Maison à terre à la sortie du village près de Notre-Dame de l'Ortiguière.
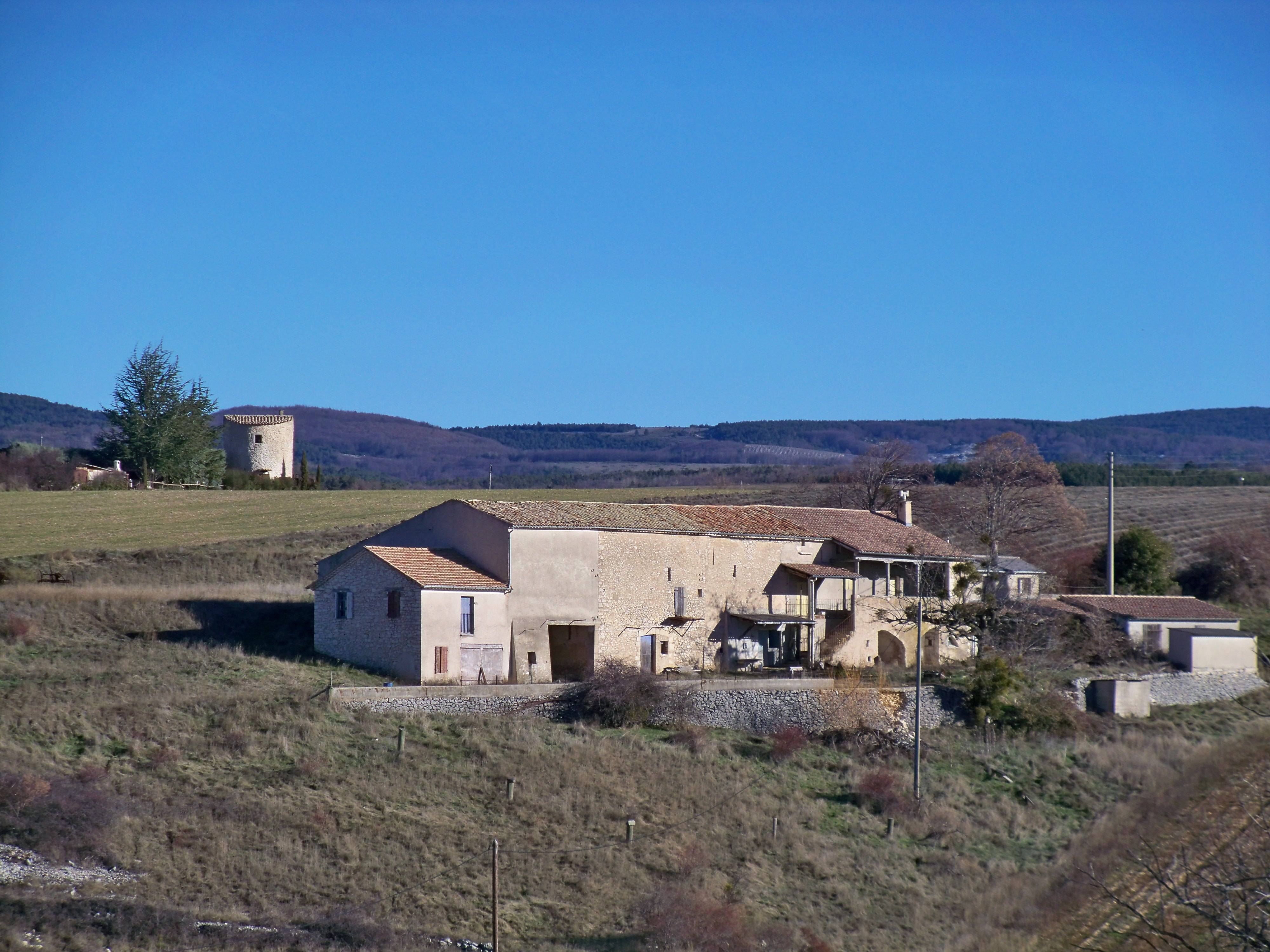
Grande bastide et son pigeonnier.
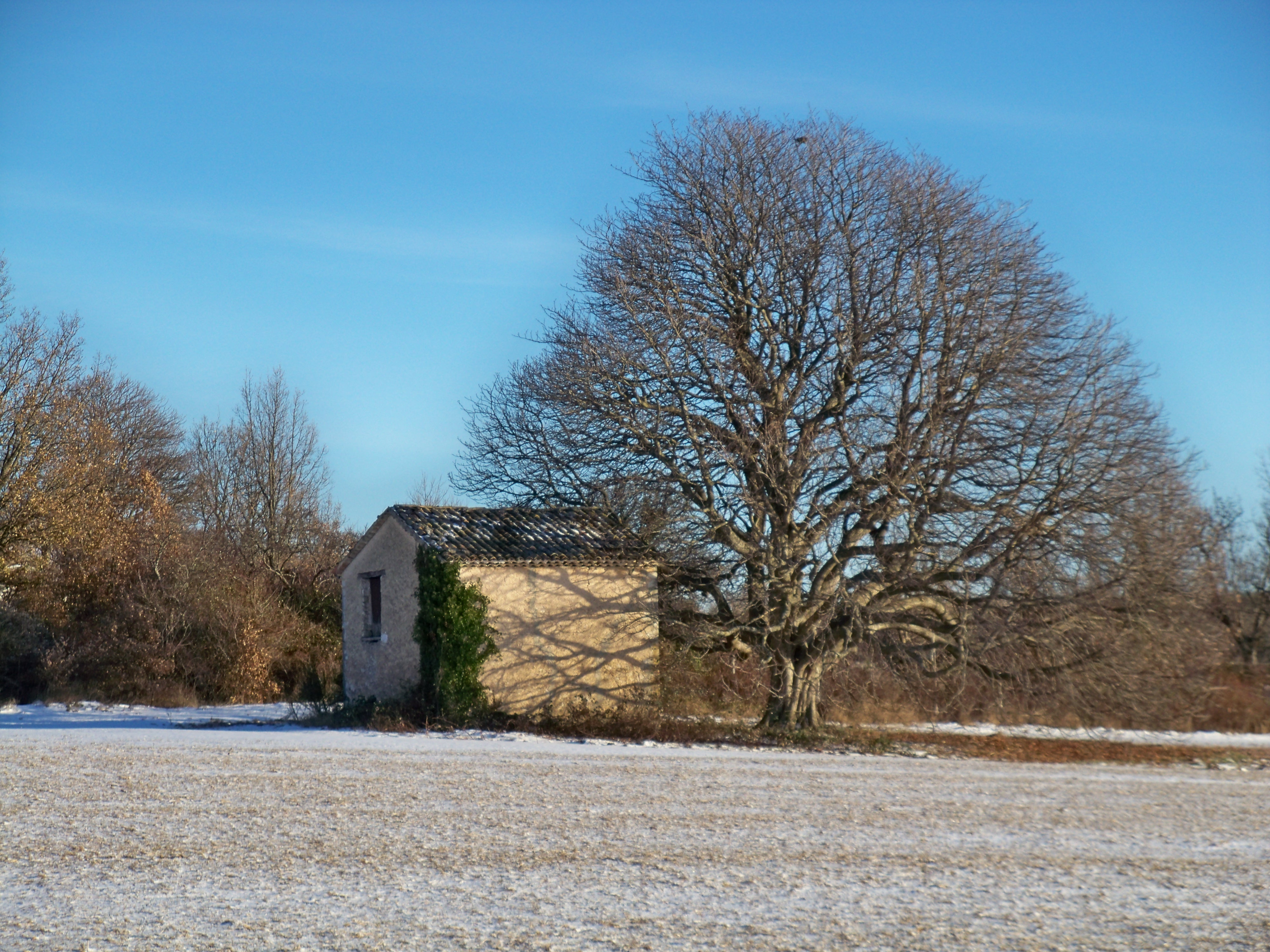
Cabanon à Revest-du-Bion.
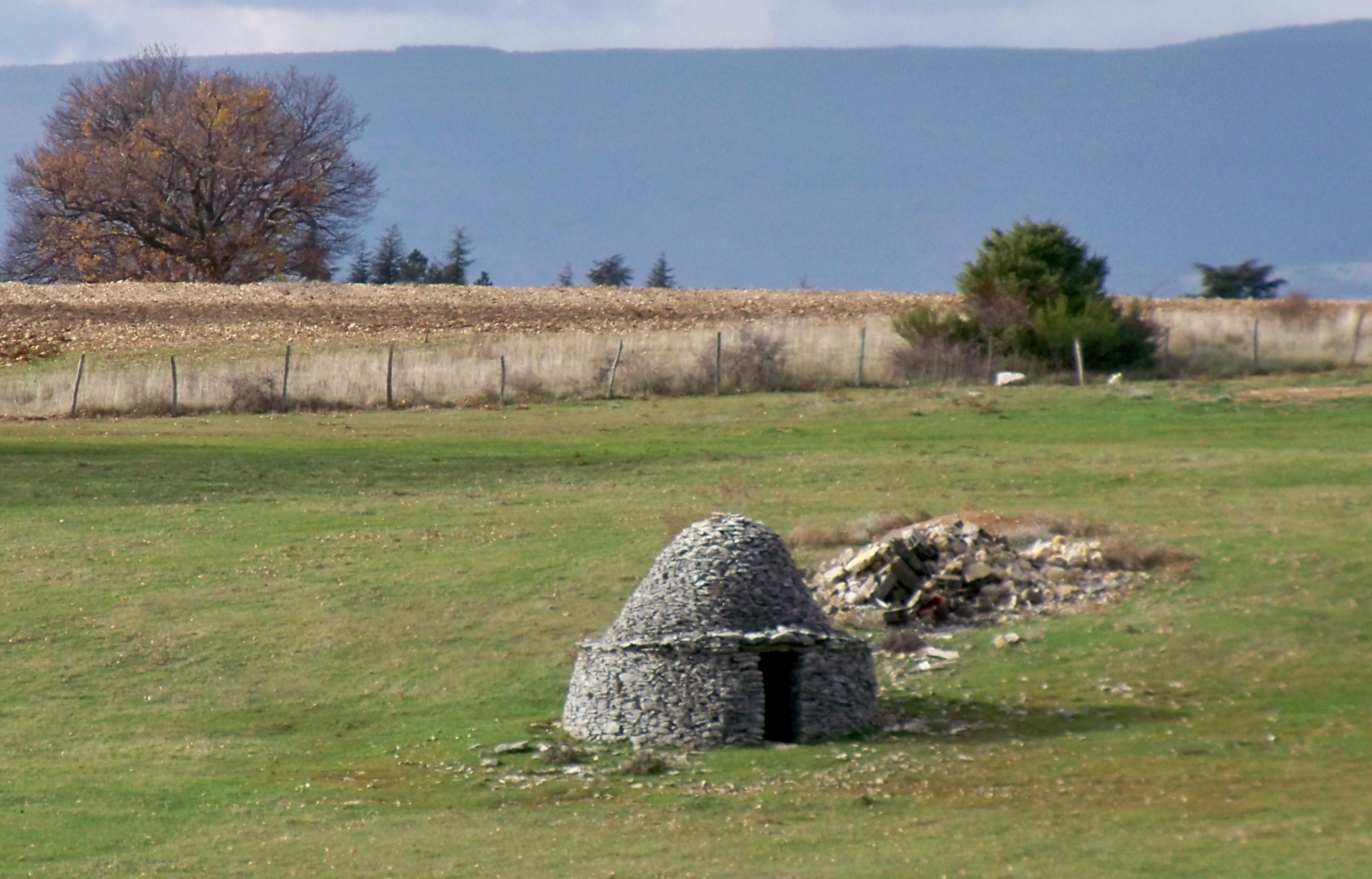
Aiguier au Revest-du-Bion.

Les pigeonniers de particuliers sont souvent construits au XIXe siècle, et se signalent par des plaques vernissées en façade, protégeant les oiseaux des rongeurs. L'approvisionnement en eau des différentes constructions était très souvent complété par une citerne qui recueillait les eaux de pluie de la toiture.
Les cabanons fournissent un habitat aménagé près de champs ou de vignes éloignées.

### Notre-Dame-de-l’Ortiguière

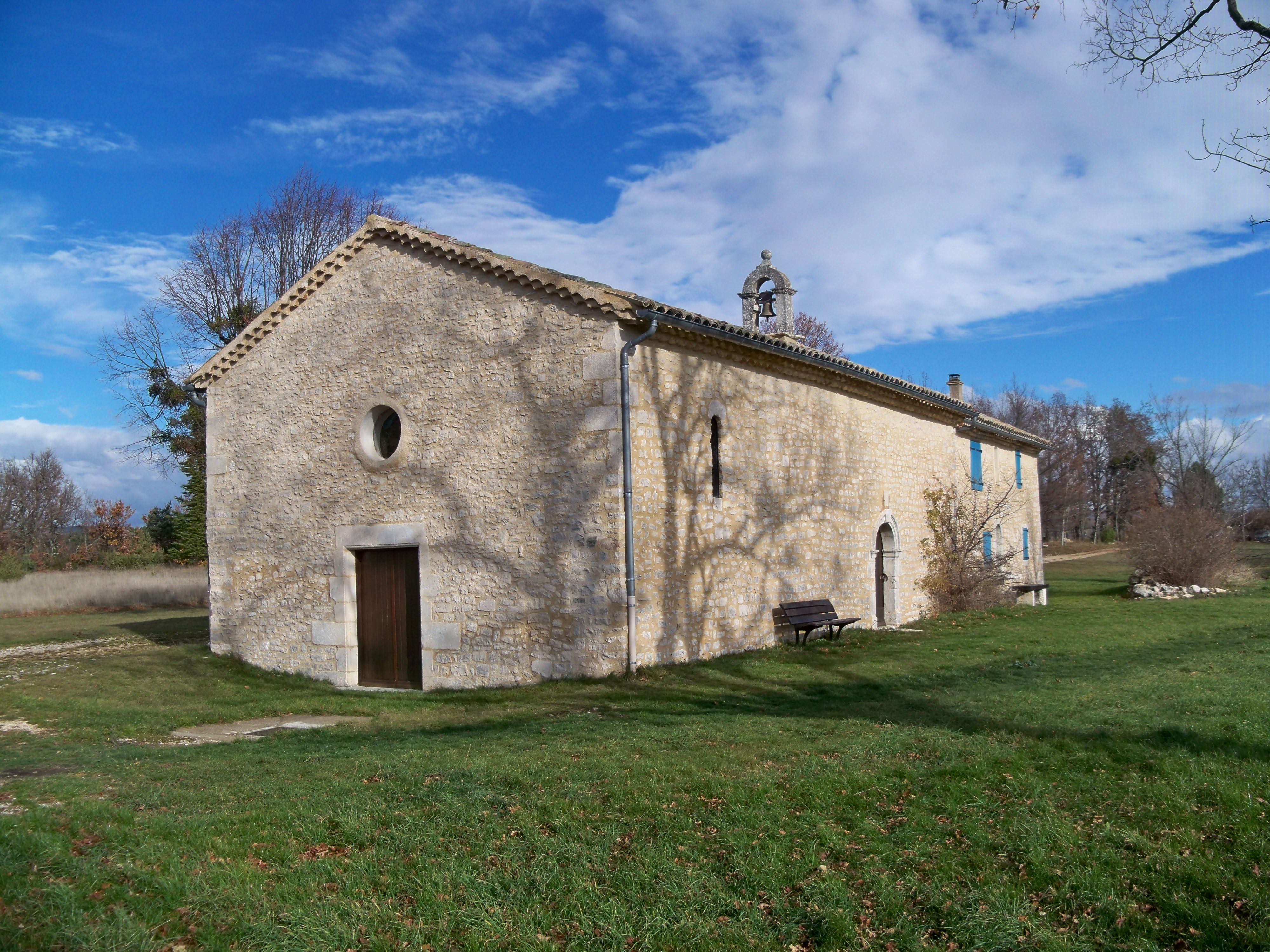
Notre-Dame de l'Ortiguière.

Signalée par Serge Panarotto comme une des chapelles intéressantes de la région, la chapelle Notre-Dame-de-l’Ortiguière, isolée sur le plateau, est construite au XIIe siècle. Elle est alors nommée Notre-Dame-de-la-Forêt-d’Albion, mais il ne subsiste de cette époque que le chœur à chevet plat ; encore, la voûte sous croisée d’ogives du chœur date du XIVe, avec remploi de sculptures romanes. Les nervures du chœur retombent sur des atlantes sculptés de façon primitive. Le chœur est encore orné de personnages, d’animaux, de motifs végétaux. Sa première destruction intervient au XVIe siècle selon Raymond Collier (en 1392 selon Panarotto,). Elle est reconstruite en 1665,, lorsqu’on découvre une statue de la Vierge dans les décombres. À cette occasion, un ermitage lui est ajouté contre le chœur, allongeant ainsi sa silhouette. Elle est à nouveau détruite au début du XIXe siècle. Le Concordat permet sa reconstruction. Elle est restaurée une dernière fois en 1973.
Dans son mobilier, le calice et la patène d’argent, datant du XVIIe siècle, sont classés monuments historiques au titre objet.
Au cours du XVIe siècle et du XVIIIe siècle, la chapelle était un sanctuaire à répit : elle servait à baptiser des enfants morts avant d'avoir reçu ce sacrement. Ce « rite de suscitation » se déroulait avec parrain et marraine et l'officiant ondoyait l'enfant censé donner à ce moment-là signe de vie. Un pèlerinage actif se développe alors, et des miracles y sont observés.
La fête des produits de la terre y a lieu au mois de mai.

### Personnalités liées à la commune
- Eugène Martel (1869-1947), artiste-peintre, né au Revest.
- Pierre Martel (1923-2001), chercheur et écrivain, né à la ferme du Haut-Labouret, fondateur des Alpes de Lumière.
- Martel (Félicien, Pierre, Fabien), personne morte en déportation.